# Solunt

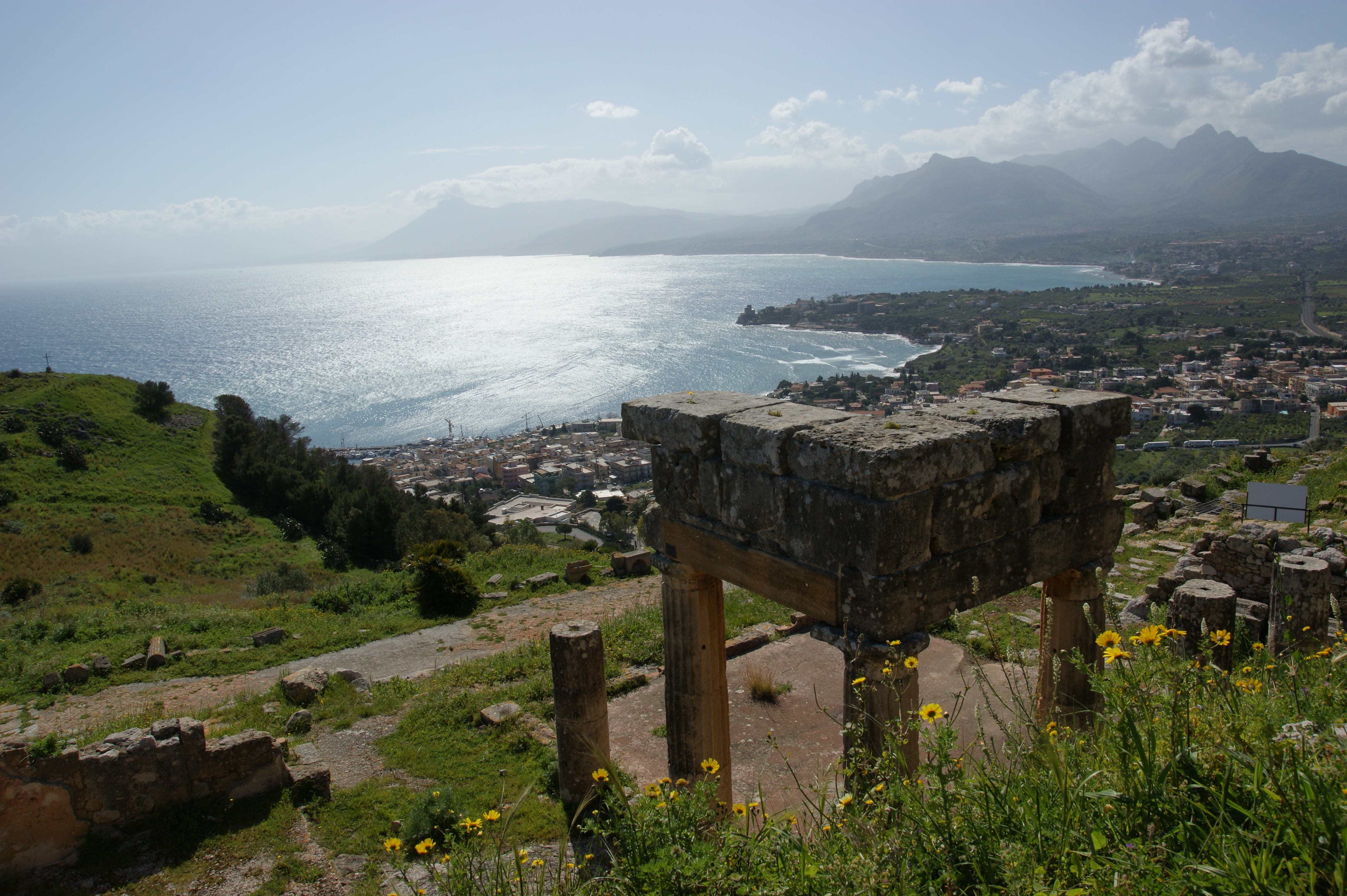
Ausgrabungsstätte von Solunt vor der Küste bei Porticello und Sòlanto

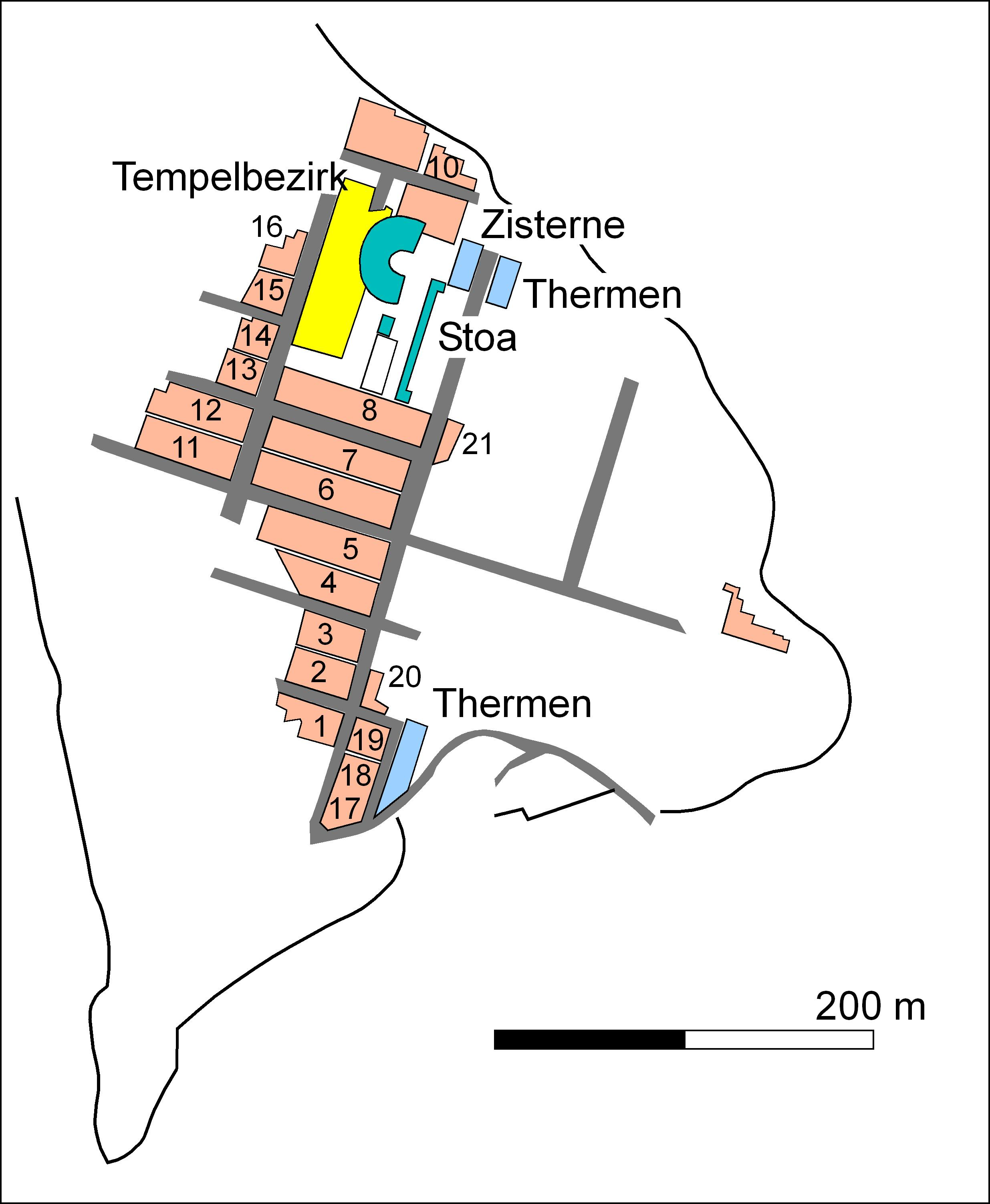
Plan der ausgegrabenen Teile von Solunt

Solunt (altgriechisch Σολοῦς Solus, lateinisch Soluntum, italienisch Solunto) war eine antike Stadt auf Sizilien in der Gemeinde Santa Flavia an der Nordküste, etwa 15 km östlich von Palermo gelegen. Der Ort ist ein beliebter Ausflugsort für Touristen. Die heute als Ruinen erhaltene Stadt wurde im 4. Jahrhundert v. Chr. von Puniern gegründet. Am Ende des 4. Jahrhunderts v. Chr. wurden dort griechische Soldaten angesiedelt, im 3. Jahrhundert v. Chr. geriet die Stadt unter römische Herrschaft. Ausgrabungen fanden vor allem im 19. Jahrhundert und in der Mitte des 20. Jahrhunderts statt. Etwa die Hälfte des Stadtgebietes ist bisher freigelegt und relativ gut erhalten. Die Reste stellen ein gutes Beispiel für eine antike Stadt dar, in der sich hellenistische, römische und punische Traditionen vermischten.

## Lage und Daten
Solunt liegt an der Nordküste Siziliens, 18 Kilometer östlich von Palermo und am Osthang des 374 Meter hohen Berges Monte Catalfano, wo dieser ein Plateau bildet. Die Stadt liegt damit nahe am Meer. Aufgrund ihrer Höhenlage konnte sie leicht verteidigt werden. Sie war einst circa 10 Hektar groß, etwa die Hälfte des Stadtgebietes ist ausgegraben.

## Name

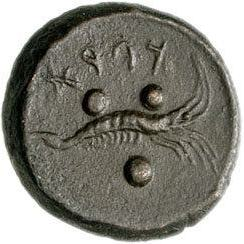
Phönizische Münze, geprägt in Solunt, mit der Aufschrift: kfra

Die Stadt erscheint in den antiken Quellen unter verschiedenen Namen. Bei Thukydides wird sie Σολοῦς (Solus) genannt. Auf Münzen und bei Diodor wird sie als Σολουντῖνος (Soluntinos) bezeichnet. Der phönizische Name der Stadt ist als Kfra auf Münzen überliefert, was Kafara – Dorf bedeutet.

## Geschichte
Die Phönizier gründeten laut Thukydides im 8.–7. Jahrhundert v. Chr. die Stadt. Sie hatten im Westen von Sizilien mehrere Handelsstützpunkte errichtet, zu denen auch Motye und Panormus (Palermo) zählten. Es handelte sich wohl zunächst um kleinere Häfen, die keine Bedrohung für die sich auf Sizilien ausbreitetenden Griechen darstellten. Im 6. Jahrhundert v. Chr. wurden die Phönizier im Osten des Mittelmeerraumes Teil des Perserreiches. Die westlichen Phönizier (von den Römern als Punier bezeichnet) wurden unabhängig und vor allem Karthago entwickelte sich zu einer bedeutenden Stadt, die ab einem nicht näher bekannten Zeitpunkt die Herrschaft über die phönizischen Orte auf Sizilien erlangte. Diese Orte wurden deshalb zu einer Bedrohung für die Griechen Siziliens. Erste gewaltsame Auseinandersetzungen zwischen Griechen und Karthagern sind für das 6. Jahrhundert v. Chr. belegt.

Gründungen auf Sizilien mit Solunt im Norden der Insel
karthagische Siedlung
griechische Siedlung
andere Siedlung

Der Standort von Solunt in dieser Zeit war lange unsicher, doch ist er nicht identisch mit der späteren Stadt, da sich dort bisher keine archaischen Reste fanden. Durch neuere Ausgrabungen wurden punische Gräber auf dem Hügel Solanto südlich der Stadt freigelegt. In dieser Gegend wird heute auch die archaische Stadt vermutet.
Im Jahr 409 v. Chr. griffen die Karthager Sizilien an und konnten mehrere griechische Städte wie Akragas und Gela einnehmen. Nach einem kurzen Frieden belagerten die Karthager im Jahr 398 v. Chr. Syrakus, doch der dortige Tyrann Dionysios I. konnte sie abwehren, große Teile des verlorenen Gebiets zurückerobern und sogar in punische Gebiete einfallen. 397/396 v. Chr. zerstörte Dionysios I. auch Solunt. Einige Jahrzehnte später, in der Mitte des 4. Jahrhunderts v. Chr., wurde die Stadt an der heutigen Stelle wieder aufgebaut. Die Karthager siedelten dort 307 v. Chr. Veteranen des Agathokles an, die sie aus Afrika vertrieben hatten.
Während des Ersten Punischen Krieges wurde Solunt 254 v. Chr. römisch. Vor allem im 3. und 2. Jahrhundert v. Chr. scheint die Stadt ihre Blütezeit erlebt zu haben und wurde mit zahlreichen typischen Bauten einer hellenistisch-römischen Stadt ausgestattet. Das Theater und eine neue Stoa wurden im 2. Jahrhundert v. Chr. errichtet. Zur etwa gleichen Zeit wurde auch die große Zeus/Baal-Statue in einem örtlichen Tempel geweiht. Im 1. Jahrhundert v. Chr. wurden Thermen errichtet; aus diesem Jahrhundert stammen künstlerisch hochrangige Wandmalereien aus einem Privathaus.
Die Blüte der Stadt steht im Gegensatz zu anderen Orten auf Sizilien. In vorrömischer Zeit war Sizilien permanent in Kriege verwickelt. Auf einem Berg gelegen, war eine Stadt leicht zu verteidigen, jedoch war die Versorgung mit Gütern jeglicher Art sehr schwierig. In Friedenszeiten war es offensichtlich viel bequemer, in den Tälern zu wohnen. Viele griechische Siedlungen, die auf Bergen gegründet worden waren, wurden deshalb in der langen römischen Friedenszeit verlassen. Dies geschah vor allem im 1. Jahrhundert v. Chr. Solunt stellt jedoch eine Ausnahme dar; es war in dieser Zeit noch von wohlhabenden Bürgern bewohnt, wovon die reiche Ausstattung verschiedener Wohnbauten zeugt. Bei Cicero wird die Stadt als Hauptort einer Civitas erwähnt, zur Zeit als Gaius Verres in den Jahren 73–71 v. Chr. Statthalter von Sizilien war.
Ein Niedergang ist im 1. Jahrhundert n. Chr. zu beobachten. In dieser Zeit gab es kaum noch nennenswerte größere Neubauten. Immerhin wurden die Thermen renoviert und vielleicht sogar neue bei der Agora errichtet. Belege für weitere größere Neubauten fehlen. Die Stadt wird noch bei Plinius, bei Ptolemaios und im Itinerarium Antonini im 1., 2. und am Beginn des 3. Jahrhunderts n. Chr. erwähnt. Aus der Stadt stammt auch eine lateinische Weihinschrift der Bürger an Fulvia Plautilla, die Gemahlin von Kaiser Caracalla. Danach wurde die Stadt verlassen. Armin Wiegand vermutet ein Erdbeben oder einen Erdrutsch als Ursache.
Aus der Stadt stammen einige wenige griechische Inschriften mit Namen wohlhabender Bürger. Von Antallos, Sohn des Asklapos, aus der Familie der Ornichoi erfährt man, dass er die Pflasterung der Hauptstraße aus eigenen Mitteln bezahlt hat. Eine andere griechische Inschrift nennt „Sextus Peducaeus“, der 76 bis 75 v. Chr. Statthalter in Sizilien war.
Die Stadt prägte eigene Münzen, darunter auch zahlreiche Silbermünzen. Die Prägungen aus punischer Zeit, die im 5. Jahrhundert v. Chr. einsetzten, trugen die punische Beschriftung Kfra, manchmal mit dem griechischen Namen Σολοντινον. In römischer Zeit wurde daraus Σολοντινων. Es wurden vor allem Didrachmen (Zweierdrachme, Drachme im Wert von zwei Drachmen) und Obolen (Münze im Wert von einem Sechstel einer Drachme) aus Silber geprägt. Die Bronzeemissionen bestanden aus Hemilitronen (die Hälfte einer Litra; Litra war eine vor allem in den griechischen Kolonien benutzte Münz- und Werteinheit) und Tetras (ein Viertel einer Litra). Eine zweite Phase der Münzprägungen datiert vom 4. bis etwa in die Mitte des 3. Jahrhunderts v. Chr. Es wurden in erster Linie Silbermünzen produziert. Häufiges Motiv war Herkules; maritime Motive wie das Hippokamp waren auch sehr beliebt. Die letzte Phase der Münzproduktion reichte bis in die römische Zeit. Bevorzugte Motive waren Poseidon, Athene und vielleicht Ares. Prägungen aus Solunt wurden an vielen Orten auf Sizilien gefunden und belegen den Wohlstand dieser Gemeinde.

## Ausgrabungen

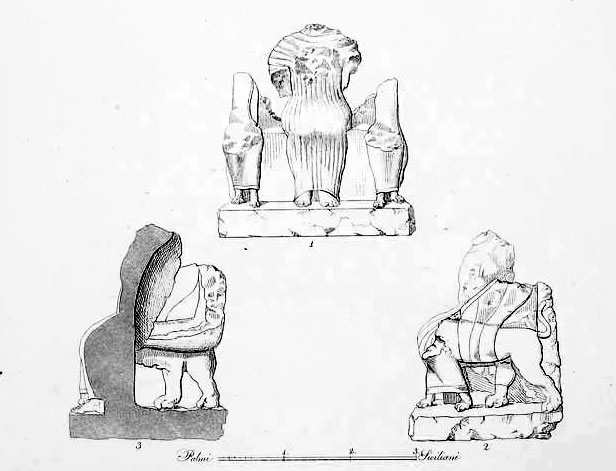
Statue aus Solunt, publiziert 1841 von Domenico Lo Faso Pietrasanta

Solunt wurde anhand antiker Quellen von dem Dominikanerbruder Tommaso Fazello identifiziert, der 1558 die erste gedruckte Geschichte Siziliens publizierte. Erste Ausgrabungen fanden 1825 durch Domenico Lo Faso Pietrasanta statt, der seine Ergebnisse 1841 veröffentlichte. Er grub ein Heiligtum aus und entdeckte mehrere Statuen. Systematische Grabungen führte seit 1856 Francesco Saverio Cavallari aus, nachdem an der Universität von Palermo der erste Lehrstuhl für Archäologie eingerichtet worden war. Ein erster Stadtplan wurde 1875 publiziert.
Cavalleris Grabungen wurden von Antonio Salinas fortgesetzt, der auch erste etwas ausführlichere Berichte veröffentlichte. Bescheidene Ausgrabungen gab es aber erst wieder 1920 von Ettore Gábrici, der nur einige Räume innerhalb der Stadt freilegte. Seit 1951 grub Vincenzo Tusa. Er fand 1963 das Theater, 1953 die Casa di Leda und um 1970 die Casa di Arpocrate. Ein Grund für die verstärkten Grabungen war das touristische Potential, das man in den Ruinen sah. Von diesen Grabungen sind bisher keine vollständigen Ergebnisse veröffentlicht. Ein Teil der gefundenen Artefakte (insbesondere Münzen) befindet sich in Palermo im Archäologischen Regionalmuseum (Museo Archeologico Regionale „Antonio Salinas“), ein anderer Teil ist in einem Museum vor Ort ausgestellt.
Schon seit 1964 gab es in der Stadt Untersuchungen des Deutschen Archäologischen Instituts Rom. Unter Helmut Schläger wurde die Architektur der Agora aufgenommen, die Ergebnisse konnten wegen des frühen Todes von Schläger jedoch nie publiziert werden. Seit 1988 untersuchte Armin Wiegand das Theater und veröffentlichte eine Studie zu dem Bau. Markus Wolf widmete sich der Agora und den Häusern der Stadt mit einem besonderen Fokus auf das Gimnasio. Je eine Monografie wurde dazu publiziert. 2014 veröffentlichte Alberto Sposito eine Architekturstudie, in der er alle ausgegrabenen Bauten vorstellte und eine Bestandsaufnahme der Reste präsentierte.

### Allgemeines
Die Stadt liegt am Osthang des Monte Catalfano. Zwischen dem höchsten und niedrigsten Punkt liegen 60 Meter. Solunt ist regelmäßig in Form eines Schachbrettes nach dem hippodamischen System angelegt, ohne dass Rücksicht auf das unebene Gelände genommen wurde. Die Insulae sind modern mit römischen Ziffern durchnummeriert.

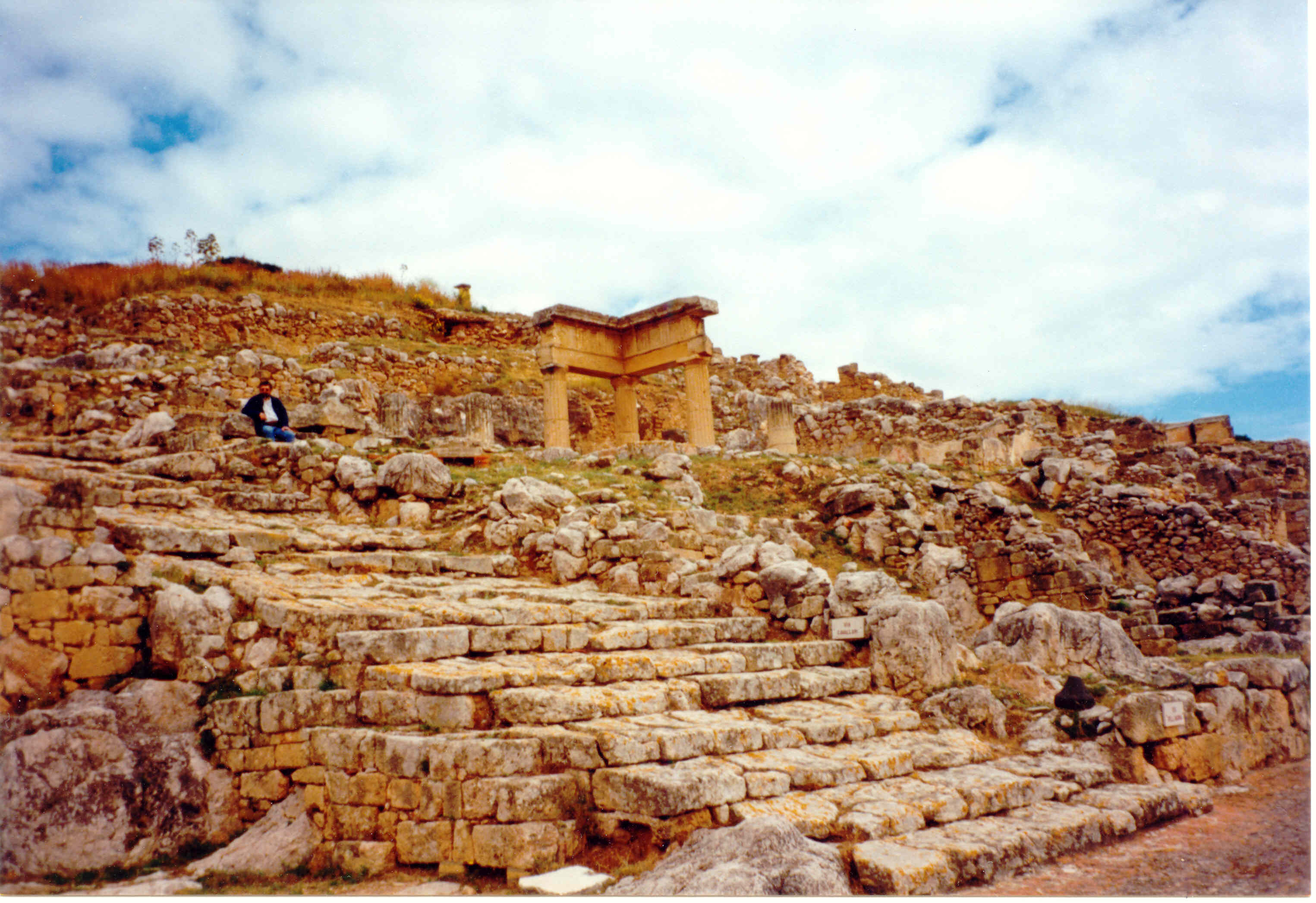
Ansicht von Solunt

Nur der Zugang zu der Stadt im Südosten ist dem stark ansteigenden Gelände angepasst. Die Straße windet sich den Berg hinauf und mündet in die sogenannte Via dell’Agora, die wichtigste Straße der Stadt, über die man im Norden die Agora erreicht. Sie verläuft in etwa ebenerdig, während die davon abgehenden, getreppten Hangstraßen große Höhenunterschiede überwinden. Westlich und östlich gibt es weitere ebenerdige Hauptstraßen; die östliche wird heute als Via degli Ulivi bezeichnet. Die westliche und am höchsten gelegene Hauptstraße ist die Via degli Artigiani. Die Hauptstraßen sind ca. 6 Meter breit, die Nebenstraßen 3 Meter. Durch die Parzellierung ergeben sich Häuserblöcke mit etwa 40 × 80 Metern. Die Blöcke haben jeweils in der Mitte eine etwa einen Meter breite Gasse, die sie in zwei Teile trennt. Vor allem entlang der Via dell’Agora hatten die meisten Häuser Werkstätten und Läden zur Straßenseite hin.
Es ist unsicher, wann genau die Stadt ihren hippodamischen Stadtplan erhielt. Unter dem Theater befinden sich Reste eines punischen Hauses, das sich nicht nach diesem Plan orientierte. Dies mag andeuten, dass die erste Gründung eher unregelmäßig war. Armin Wiegand vermutet, dass Solunt mit der Ankunft griechischer Soldaten im Jahr 307 v. Chr. neu organisiert wurde.

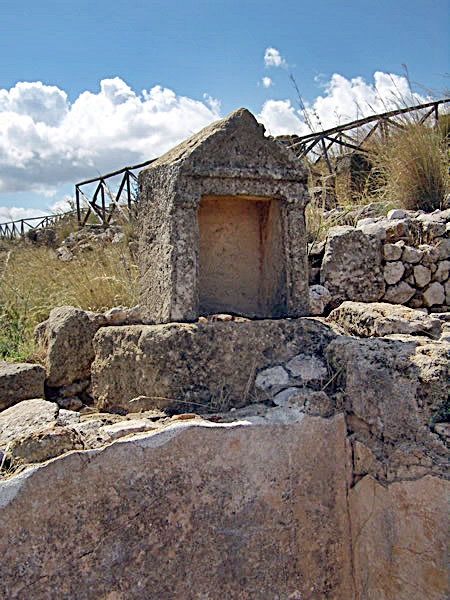
Punischer Hausaltar

Obwohl der allgemeine Charakter der Stadt hellenistisch-römisch ist, gibt es doch auch viele punische Elemente. Vor allem im religiösen Bereich folgte man punischen Traditionen. Die Stadt hatte keinen Tempel im klassisch hellenistisch-römischen Stil, jedoch gab es drei Heiligtümer, die im Stil punisch sind. In einem von ihnen befand sich eine überlebensgroße Zeusstatue aus hellenistischer Zeit. In einem weiteren Heiligtum kam eine Statue aus der Zeit um 300 v. Chr. zu Tage, die wiederum stilistisch eindeutig eine punische Arbeit ist. Auch in den Bestattungssitten mit der Bevorzugung der Körperbestattung folgte man punischen Traditionen.
Einige Wohnhäuser hatten kleine Kapellen, in denen sich typisch punische Stelen befanden. Andere punische Elemente sind der Gebrauch von Opus africanum in der Architektur. Die Mauern bestanden aus einer Reihe von Pfeilern als Stützen, während die Zwischenräume mit losen Steinen ausgefüllt sind. Typisch punisch sind auch die runden Enden der Zisternen. Für die Fußböden in vielen Häusern wurde Opus signinum, ein Fußbodenverputz verwendet, der im dritten vorchristlichen Jahrhundert in Karthago entwickelt wurde und erst später im Römischen Reich Fuß fasste.

### Öffentliche Anlagen

#### Stadtmauern
Bedingt durch die günstige Lage auf einem steilen Berghang bedurfte die Stadt keiner durchgehenden Stadtmauer. Im Süden und im Westen gibt es steile Felsabhänge. Im Norden ist der Abhang im Laufe der Zeit abgerutscht und hat Teile der Stadt mitgerissen. Es bleibt also unklar, ob dort jemals eine Mauer in voller Länge stand. Nur die Ost- und die Nordwestseite der Stadt besaßen einst mit Sicherheit eine Mauer mit Türmen.
Vor allem an der Südostseite der Stadt, dort wo die einzige Straße sich den Berg hinaufwindet, gibt es Reste von Verteidigungsanlagen entlang der Straße. Es können etwa die Reste einen Turmes ausgemacht werden. Ausgrabungen gab es dort bisher nicht. Weitere Reste befinden sich ganz im Nordwesten der Stadt, am Rande des Abgrundes, in den einst Teile der Stadt abrutschten. Dort gibt es Mauerreste und die Reste eines rechteckigen Turmes sowie einer großen Zisterne mögen auch Teil eines Verteidigungsbaues gewesen sein. Daneben führt eine antike Straße zum höchsten Punkt des Berges. Ausgrabungen im Jahr 1875 ganz im Osten der Stadt, von wo man einen guten Blick auf das Meer hatte, brachten einen Altar und andere Strukturen zu Tage. Vielleicht sollte von hier aus der Hafen der Stadt kontrolliert werden.

#### Thermen

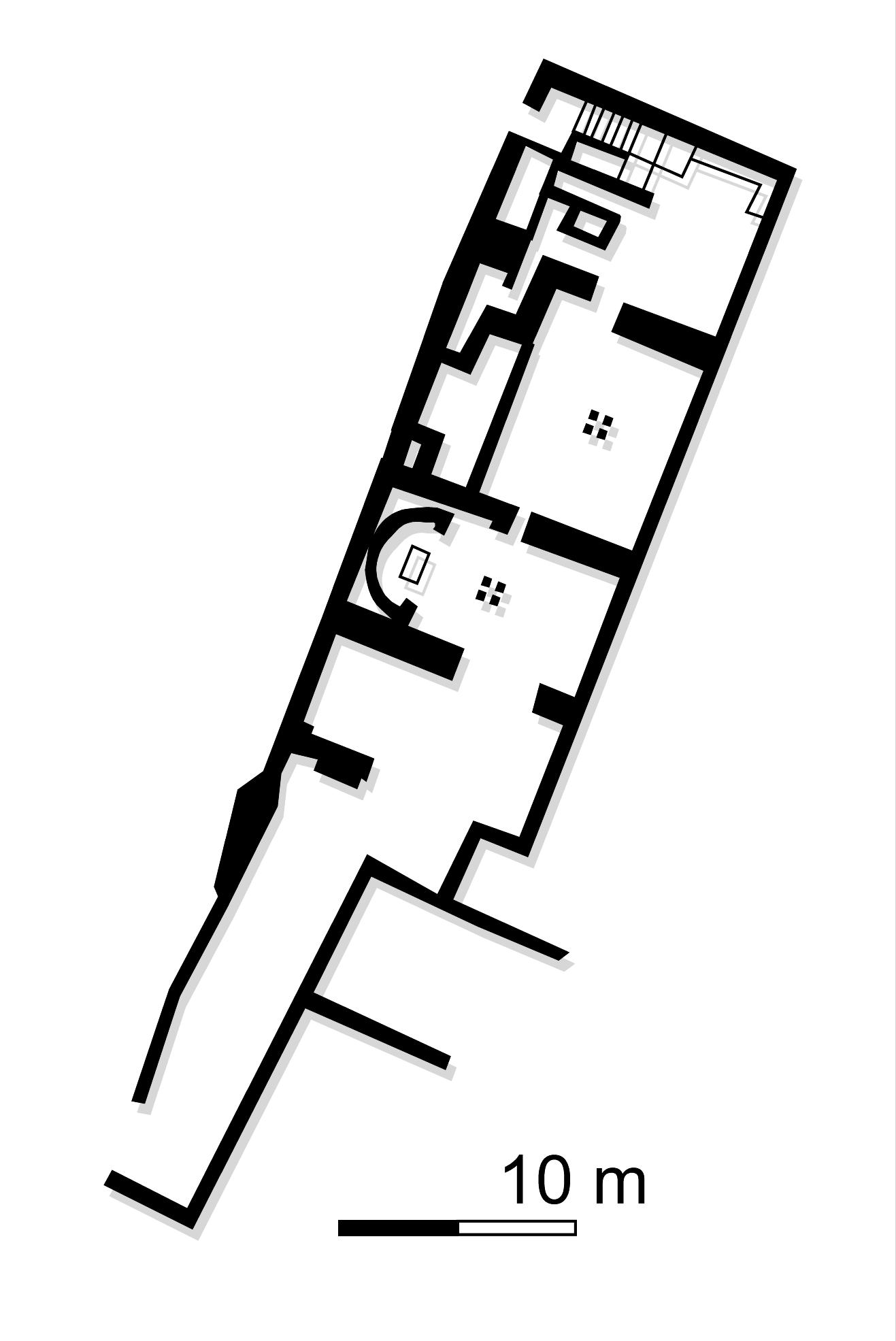
Plan der Thermen (teilweise rekonstruiert)

Die Reste der Thermen befinden sich ganz im Süden der Stadt. Der kleine Bau besteht aus vier größeren Räumen und einigen kleineren Nebenräumen. Ganz im Süden lag ein offener Hof, daneben das einst mit einem geometrischen Mosaik dekorierte Frigidarium. Das Mosaik ist heute vollkommen verschwunden. Weiter nördlich folgt das Tepidarium mit einer Apsis im Westen. Es folgen das Caldarium und das Laconicum. Das Tepidarium und das Caldarium besaßen Hypokausten.
In einem Nebenraum gibt es eine Treppe und in einem kleinen Durchgangsraum hinter dem Caldarium befindet sich noch ein farbiges Mosaik mit dem Abbild einer Vase. Reste dorischer Säulen belegen die aufwändigere Bauornamentik. Teile des Bades an der Ostseite sind verschwunden, da sie den steilen Berghang hinabgerutscht sind. Die Thermen wurden im ersten Jahrhundert v. Chr. erbaut. Das geometrische Mosaik datiert in das erste nachchristliche Jahrhundert, in dem der Bau zum Teil renoviert wurde.

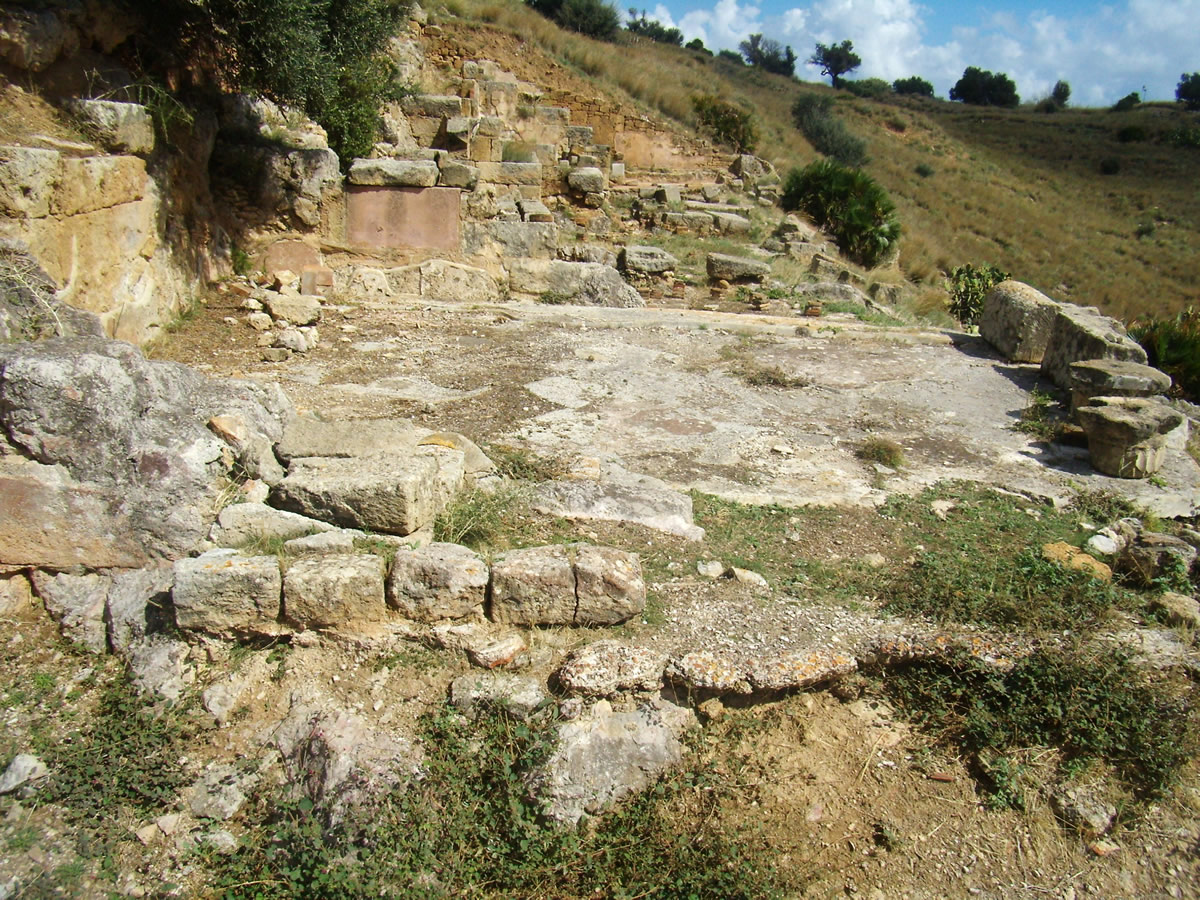
Blick auf das Frigidarium
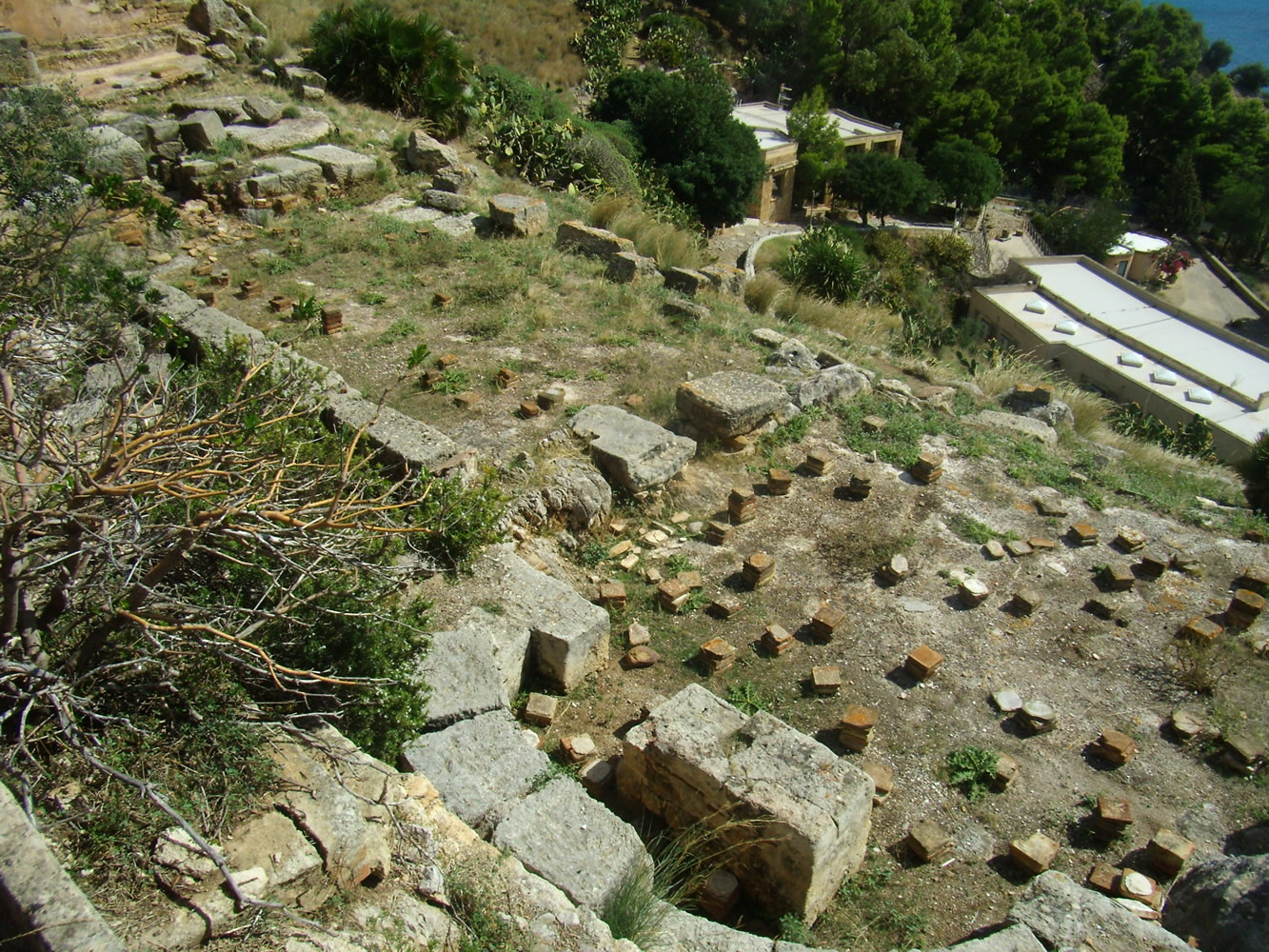
Blick auf die Thermen
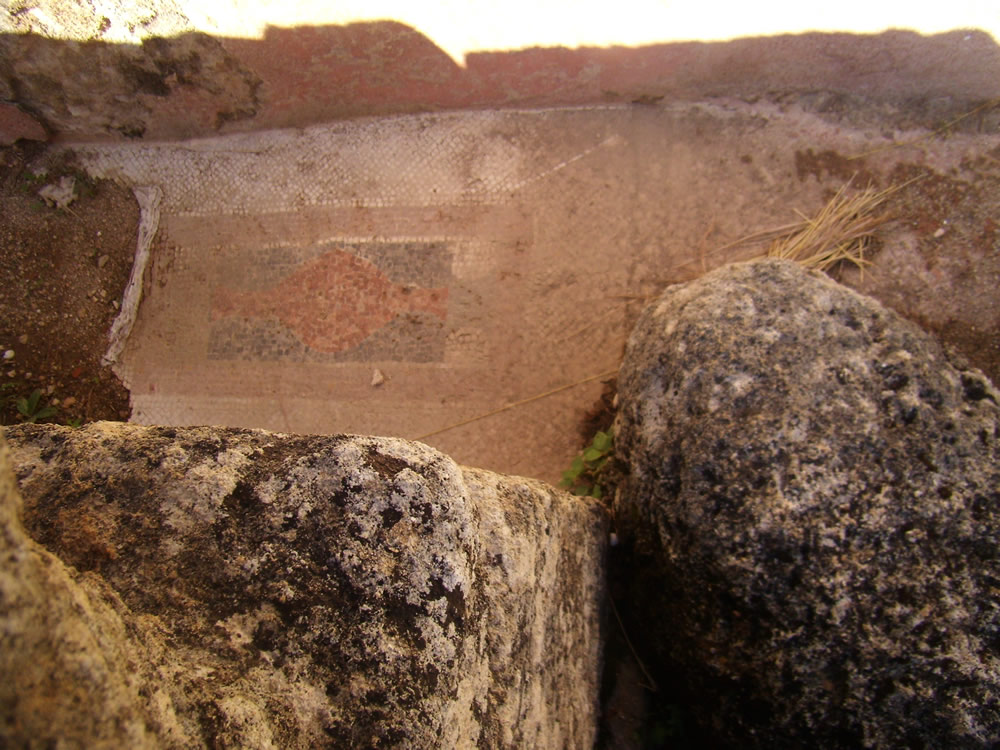
Ein Mosaik mit Vase in einem Nebenraum

#### Agora

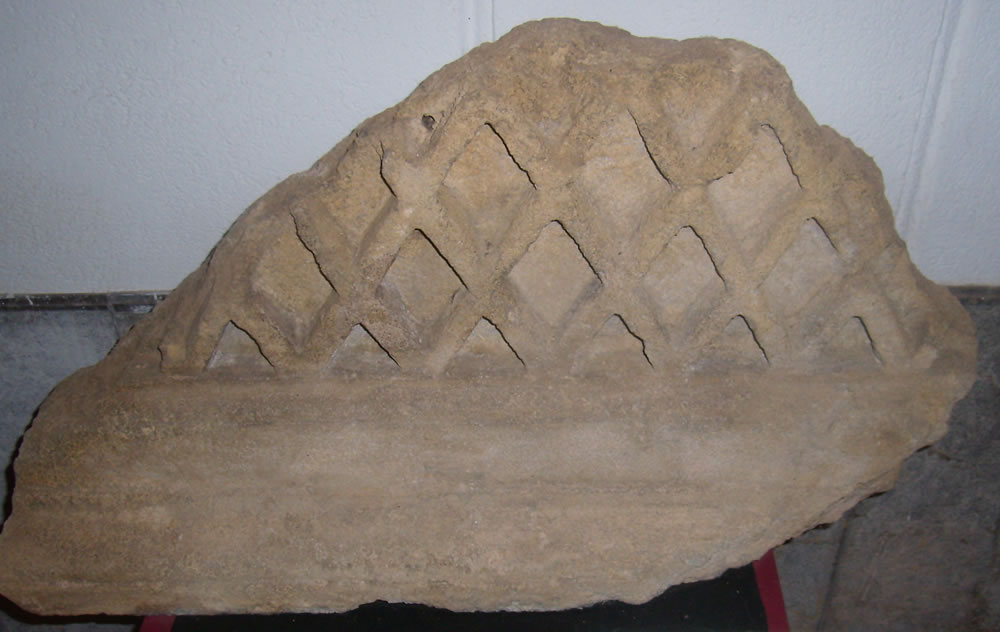
Rautengitterdekoration von der Stoa

Die Agora ist ein langgestreckter Platz und war der zentrale Fest-, Versammlungs- und Marktort der Stadt. Am südlichen Eingang scheint es ein Tor oder eine Tür gegeben zu haben. Es wurden die Reste einer steinernen Schwelle und im Steinpflaster ein großer sechsarmiger Stern gefunden. Die Westseite nimmt eine Stoa ein, die zum Typ der Flügelrisalitstoen gehört. Der Bau ist etwa 68,70 Meter lang und 20,30 Meter breit. Es gibt zwei Seitenflügel. Die ganze Front wird von einer Portikus eingenommen. Dahinter befinden sich neun Exedren. Die dorischen Säulen der Portikus sind zum großen Teil verschwunden, doch sind noch zahlreiche Bauteile erhalten. Dazu gehören Simen aus Tuffstein, die mit Löwenköpfen dekoriert sind und stilistisch in das zweite Jahrhundert v. Chr. zu datieren sind. Das zweite Stockwerk war durch Halbsäulen gegliedert, zwischen denen sich eine Rautengitterdekoration befand. Diese ist auch für das zweite Stockwerk der Skene des Theaters und im zweiten Stockwerk des Peristyls vieler Privathäuser bezeugt. Es handelt sich um ein vor allem im westlichen Mittelmeer beliebtes Dekorationselement. In der nördlichsten Exedra nennen zwei griechische Inschriften auf zwei Statuensockeln Apollonios und Ariston (Vater und Sohn), deren Statuen sich dort offensichtlich befanden. Eine erste Stoa wurde wahrscheinlich im vierten oder dritten Jahrhundert v. Chr. bei der Neugründung der Stadt erbaut. Die erhaltenen Reste stammen jedoch aus dem zweiten vorchristlichen Jahrhundert.

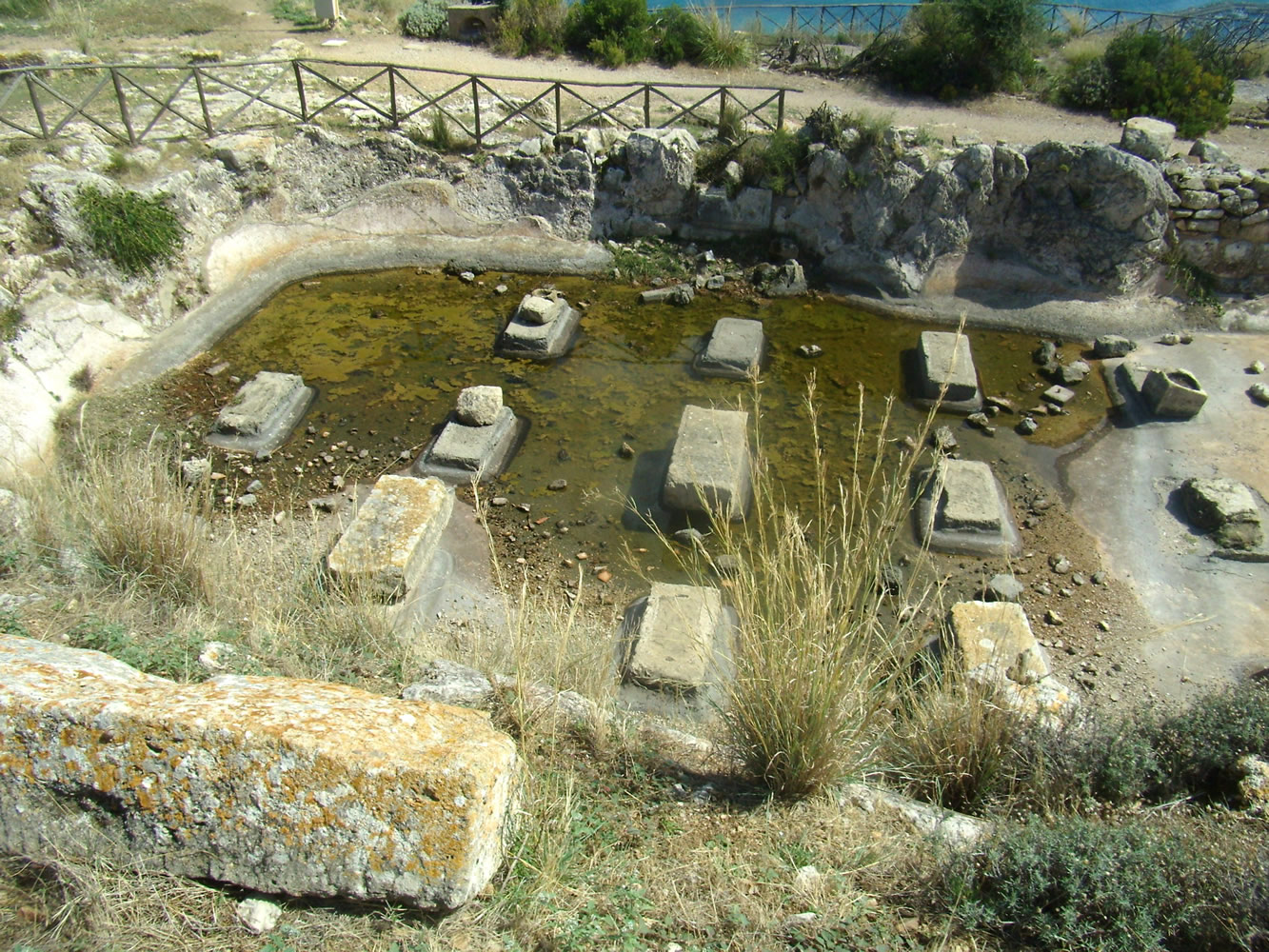
Die große Zisterne bei der Agora

An die Agora hinter der Stoa schließt sich das Buleuterion an, wo der Rat der Stadt tagte. Der Raum hatte fünf Sitzreihen und bot etwa 100 Personen Platz. Die Funktion ist nicht ganz sicher erkennbar. In älterer Literatur wird der Bau auch als Odeon bezeichnet. Neuere Literatur spricht dagegen eher von einem Buleuterion. Markus Wolf vermutet beide Funktionen in einem Bau. Südlich vom Buleuterion befindet sich ein 31,40 × 12,30 Meter großes, ummauertes Gelände, dessen Funktion unklar ist. Vielleicht war es ein heiliger Bezirk.
Nördlich des Theaters befinden sich die Reste eines Gymnasions. Der nicht gut erhaltene Bau hatte einen großen Hof, der außer an der Westseite von Säulen umgeben war. Unter dem Fußboden lagen zwei Zisternen. Auch an der Agora befinden sich die Reste einer großen Zisterne. Sie ist etwa 25 × 10 Meter groß, hat neun Pfeilerreihen und war demnach einst überdacht. Das Dach überdeckte wahrscheinlich einen freien Platz bei der Agora. Im Nordosten der Agora liegen die sehr schlecht erhaltenen Reste eines weiteren kaiserzeitlichen Bades. Es ist nur anhand der Fußböden erkennbar, aufgehendes Mauerwerk ist nicht erhalten.

#### Theater

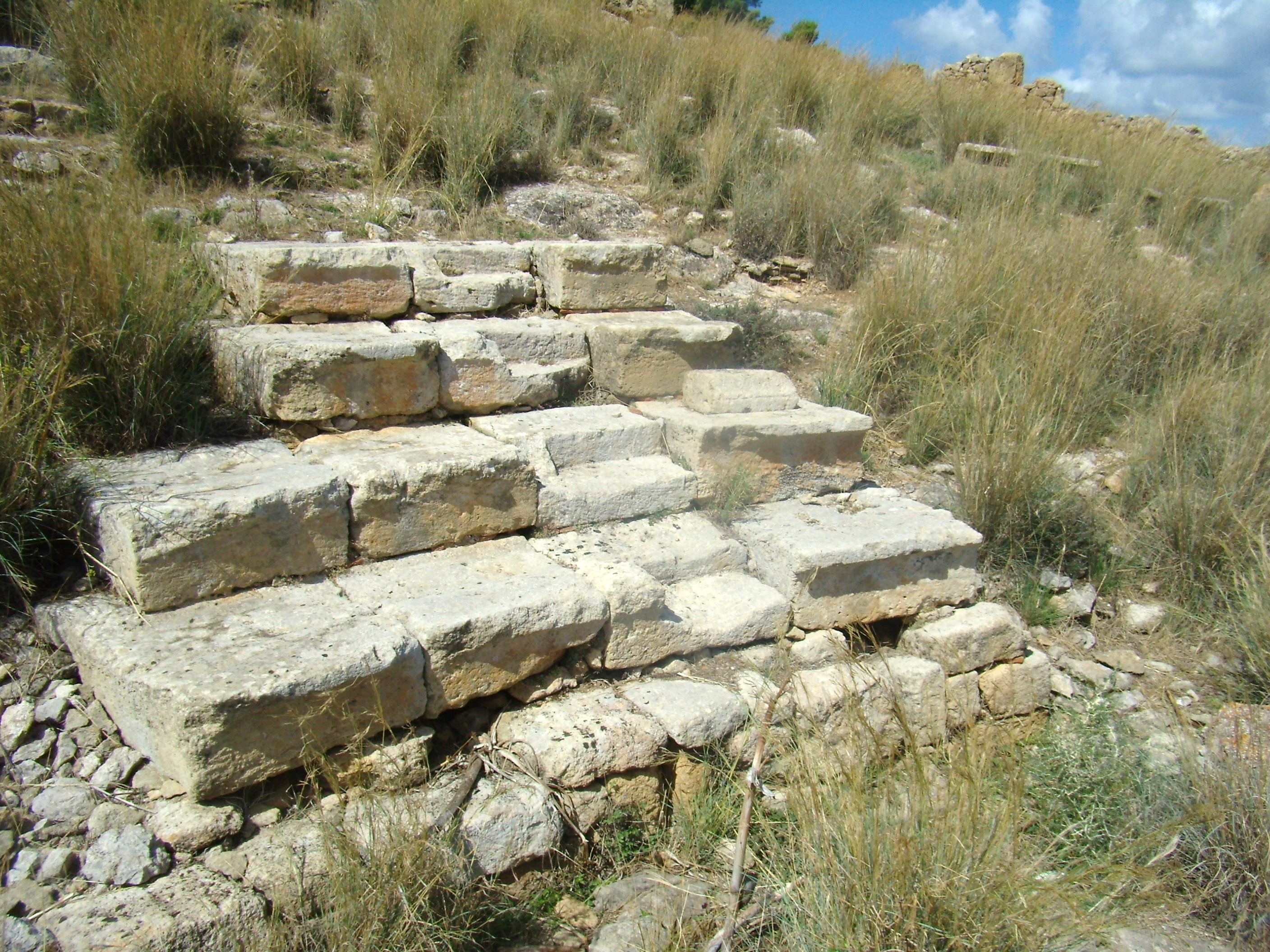
Reste der Zuschauerreihen im Theater; moderne Rekonstruktion

Teil der Agora war ein Theater, das 1953 und dann vollkommen 1958 freigelegt wurde. Es wurde wahrscheinlich im zweiten Jahrhundert v. Chr. errichtet, als ganz Sizilien unter römischer Herrschaft aufblühte. Im Norden war es über einem älteren Wohnhaus erbaut. Es scheint an dieser Stelle also kein Theater als Vorgängerbau gegeben zu haben. Das Theater ist in den Abhang des Monte Catalfano hineingebaut. Von seinen Sitzreihen ist nicht viel erhalten. Einige Steine im mittleren Teil bilden eine moderne Rekonstruktion. Insgesamt gab es einst etwa 20 Sitzreihen.
Von der Skene wurden nur noch Teile der Grundmauern gefunden. Sie kann zum Teil mit herumliegenden Bauelementen rekonstruiert werden. Der Bau hatte einst eine Fläche von etwa 21,60 × 6,60 m und war zweistöckig. An den Enden befand sich jeweils ein Flügel (Paraskenion). Das Bühnengebäude war, wie aus den erhaltenen Bauteilen ersichtlich ist, durch Türen und dorische Säulen gegliedert. In einem oberen Stockwerk hatte die Fassade ionische Säulen. Zwei Karyatiden hatten vielleicht den Sockel dekoriert. Brüstungen mit Rauten gab es wahrscheinlich im Obergeschoss. Nur in der Orchestra lassen sich zwei Bauphasen unterscheiden. Das Theater war wahrscheinlich bis zum Ende der Stadt in Betrieb.

#### Tempel
In Solunt stehen die Reste verschiedener Tempel. Keiner von ihnen folgt klassisch griechischen oder römischen Modellen. Sie stehen eher in punischer Tradition, obwohl es im Detail oftmals schwer ist, genaue Parallelen zu finden.
Hinter dem Buleuterion und dem Theater befindet sich ein Tempelkomplex mit fünf Schreinen, von denen vier jeweils paarweise angeordnet sind; das nördliche Paar ist nur sehr schlecht erhalten. Dazwischen steht ein zentraler Schrein. Einige Schreine haben am westlichen Ende Nischen, in denen einst Statuen standen, von drei Statuen gefunden wurden.

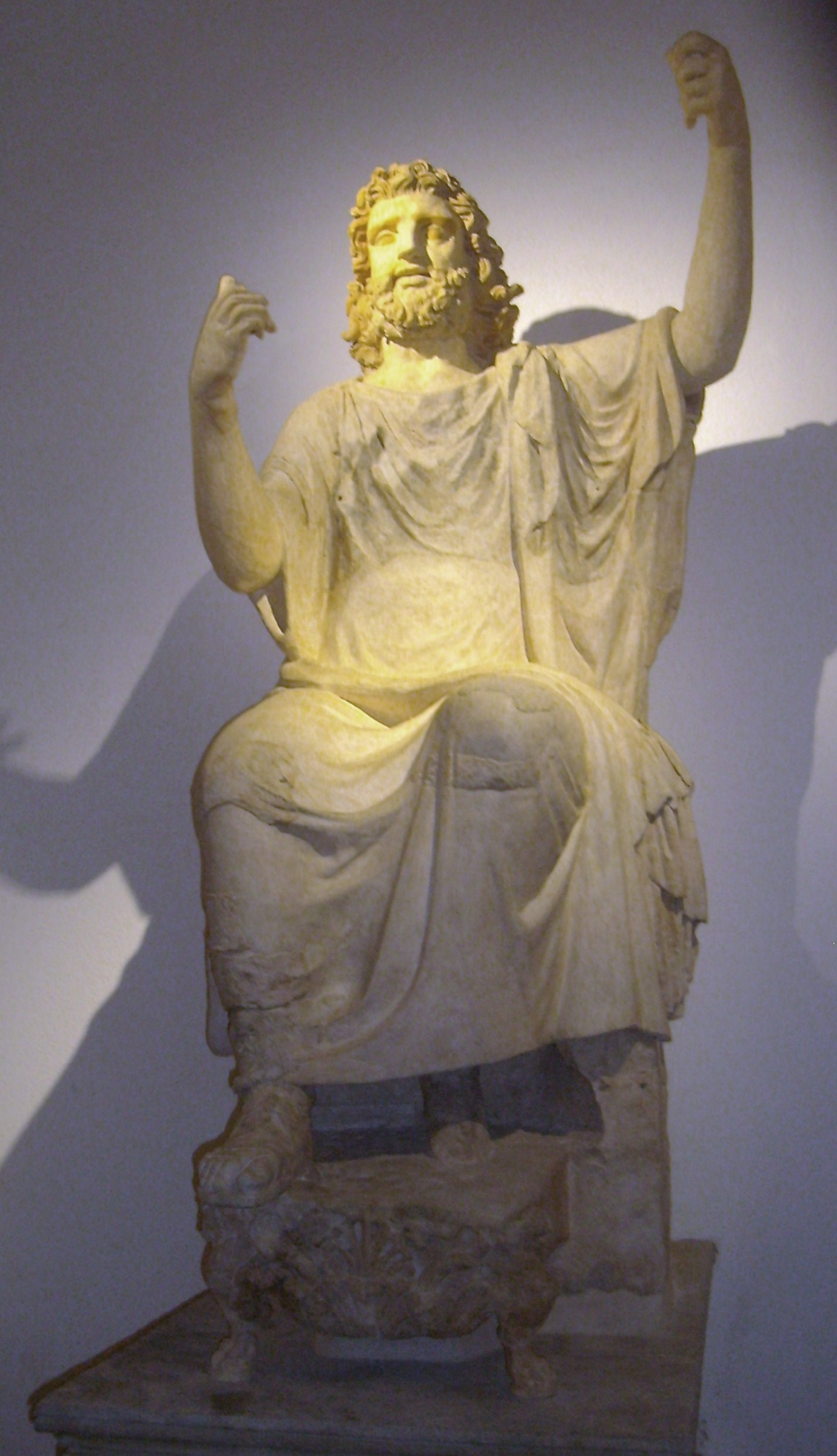
Kolossalstatue des Zeus oder Baal aus Solunt

Im südlichsten Schrein stand eine überlebensgroße Statue, die entweder Zeus oder Baal darstellt. Sie befindet sich heute im archäologischen Museum von Palermo. Die von Domenico Lo Faso Pietrasanta 1826 entdeckte Statue ist 1,65 Meter groß und aus dem lokalen Tuff gearbeitet. Es handelt sich um eine raue, provinzielle Arbeit eines Künstlers, der nicht untalentiert war. Die Statue wird meist in die zweite Hälfte des zweiten vorchristlichen Jahrhunderts datiert und belegt, dass in dieser Zeit noch wohlhabende Bürger in der Stadt lebten, die ein solches Bildwerk beauftragen und finanzieren konnten.
In den nördlichen Schreinen standen vielleicht eine Statue des Hermes und eine archaisch anmutende Sitzstatue, die Astarte, Tanit oder Artemis darstellte. Auch dieser Doppelschrein wurde 1826 von Domenico Lo Faso Pietrasanta entdeckt und ist etwa 10,40 × 8,60 Meter groß. Er besteht aus zwei Cellae mit Bänken an drei Seiten und einem Hof. Der Verbleib der Hermesstatue aus der südlichen Cella ist unbekannt.

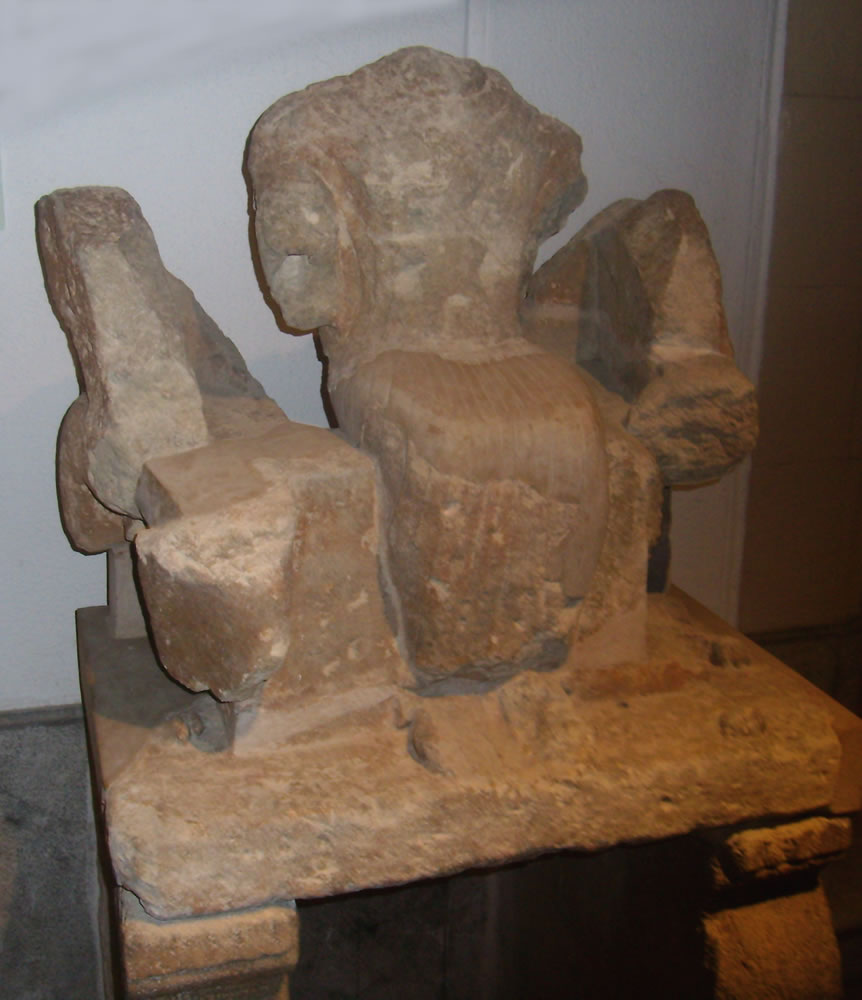
Punische Statue einer thronenden Göttin

Die Statue der Göttin aus der nördlichen Cella gelangte auch ins archäologische Museum von Palermo. Die Figur aus lokalem Kalkstein ist stark zerstört und zeigt eine Göttin, auf einem Thron sitzend, der von zwei Sphingen flankiert wird. Der archaisch anmutende Stil führte zunächst dazu, die Statue in das 6. vorchristliche Jahrhundert zu datieren. Es wurde vermutet, dass die Statue einen Tempel der archaischen Stadt schmückte und nach deren Zerstörung in die neue Siedlung überführt wurde. Neuere Untersuchungen zeigten jedoch, dass die Statue in die zweite Hälfte des vierten oder in die erste Hälfte des dritten Jahrhunderts v. Chr. datiert und im Stil und Gestaltung punischen Mustern folgt.
Am Eingang zur Agora, an der westlichen Seite der Via dell’Agora, befindet sich ein weiteres Heiligtum (Insula VIII). Es handelt sich um ein großes Haus mit einem Innenhof und drei Räumen an der Straßenfront, im südlichen Teil stehen noch drei hohe, pfeilerartige Altäre. Der mittlere Raum mit einem großen Eingang zur Straßenseite hin hat an allen Seiten steinerne Bänke und ist als Wartezimmer interpretiert worden. Die Funktion des dritten, nördlichsten Raums ist unsicher bestimmbar.

### Häuser
Es lassen sich zwei Haustypen unterscheiden. Große Häuser, vor allem im Stadtzentrum, besaßen ein zweistöckiges Peristyl. Eher am Rande der Stadt standen kleinere Wohnbauten, die kein Peristyl, aber zumindest einen Hof hatten. Bedingt durch die Hanglage vieler Häuser sind oftmals bis zu drei Stockwerke erhalten.

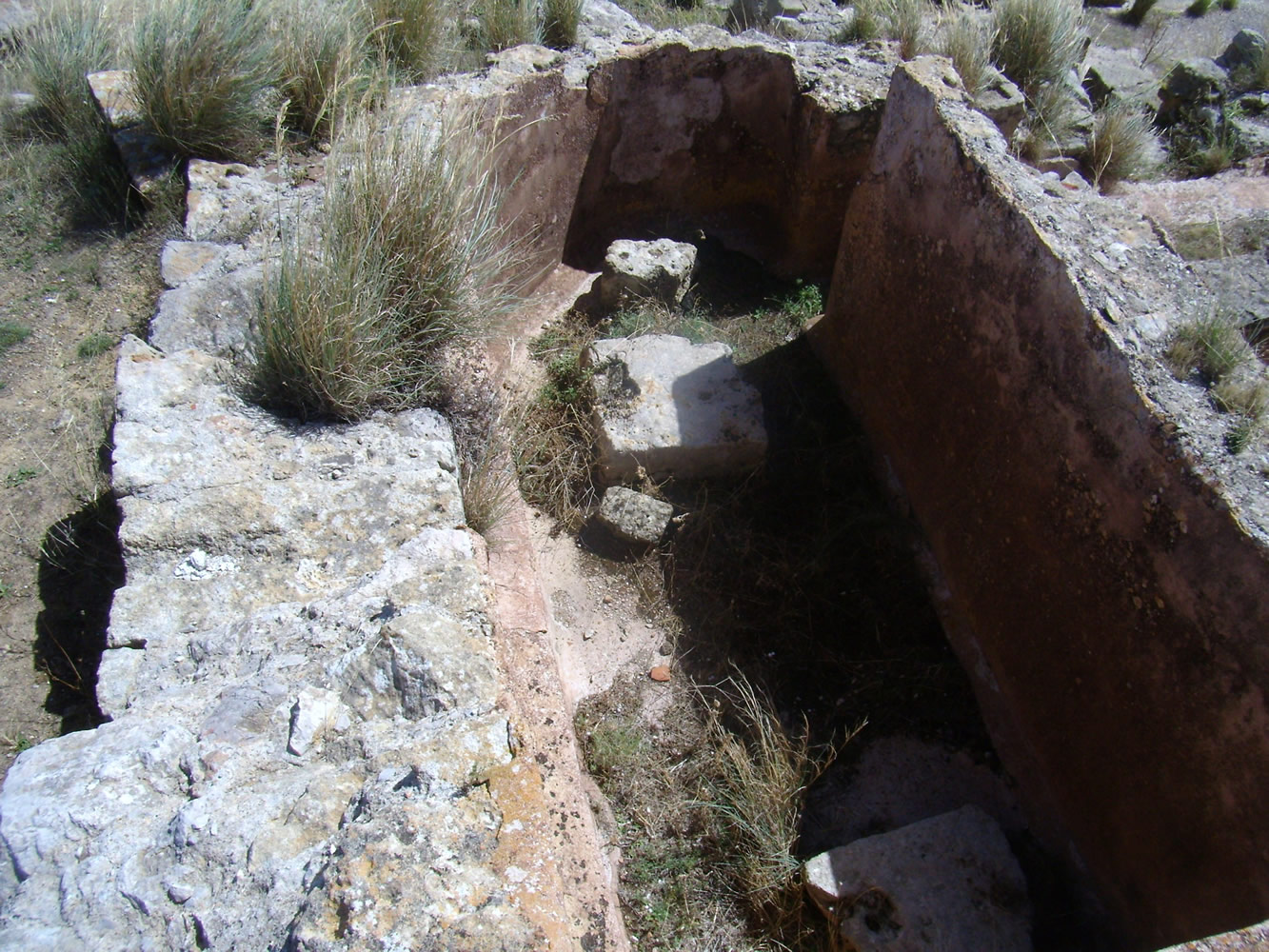
Zisterne in einem Wohnhaus

Die zweigeschossigen Peristylhöfe sind typisch für die Häuser in Solunt, doch sind solche Peristyle auch aus anderen Teilen Nordsiziliens bekannt. Sie stammen aus den Jahren kurz nach 300 v. Chr. In anderen Teilen der griechischen Welt erschienen sie erst später, so dass Nordsizilien eine besondere Rolle in der Entwicklung der Wohnarchitektur spielte. Die verschiedenen Stockwerke der Häuser wurden oftmals für ganz unterschiedliche Funktionen genutzt. Die Läden im untersten Geschoss der Häuser im Zentrum der Stadt standen meist nicht mit dem Rest des Hauses in Verbindung, wurden aber als Stützkonstruktionen für die darüberliegenden Stockwerke genutzt. Im ersten Stockwerk befanden sich oftmals das Peristyl sowie weitere Wohn- und Repräsentationsräume, im zweiten Stock Nutzräume wie Ställe und Küchen. Die Fassaden der reicheren Wohnbauten waren mit Pilastern und Halbsäulen geschmückt. Fast alle Häuser hatten eine Zisterne, mit der Regenwasser für die Wasserversorgung aufgefangen wurde.
Die Häuser und die meisten Bauten der Stadt sind aus zwei Steinsorten errichtet, zum einen aus Dolomit, einem harten, grauen, vom Stadtberg Monte Catalfano stammenden Stein. Daneben wurde ein kalkhaltiger Sandstein zum Bauen verwendet, der von nahegelegenen Steinbrüchen stammte. Als Bindemittel fand Lehmmörtel Verwendung. Verschiedene Mauertechniken kamen zum Einsatz. Am beliebtesten war das „Leitermauerwerk“. Dabei wurden kleine, gut behauene Sandsteinblöcke neben große Dolomitblöcke gelegt und Zwischenräume mit kleineren Steinen ausgefüllt. Die Mauern waren immer zweischalig. Besonders für die unteren Teile wurde oftmals Bruchsteinmauerwerk verwendet. Bei dieser Mauertechnik wurden unterschiedlich große Dolomitsteine aneinander gesetzt. Vor allem bei Fassaden wurde mit gut behauenen Steinquadern gearbeitet. Bei älteren Bauten verwendete man auch die Technik des Opus africanum. Dabei wurden die Steine zwischen einzelne Pfeiler gesetzt. Die Dächer der Häuser wurden mit einfachen Dachziegeln aus Terrakotta gedeckt.

#### Gymnasium

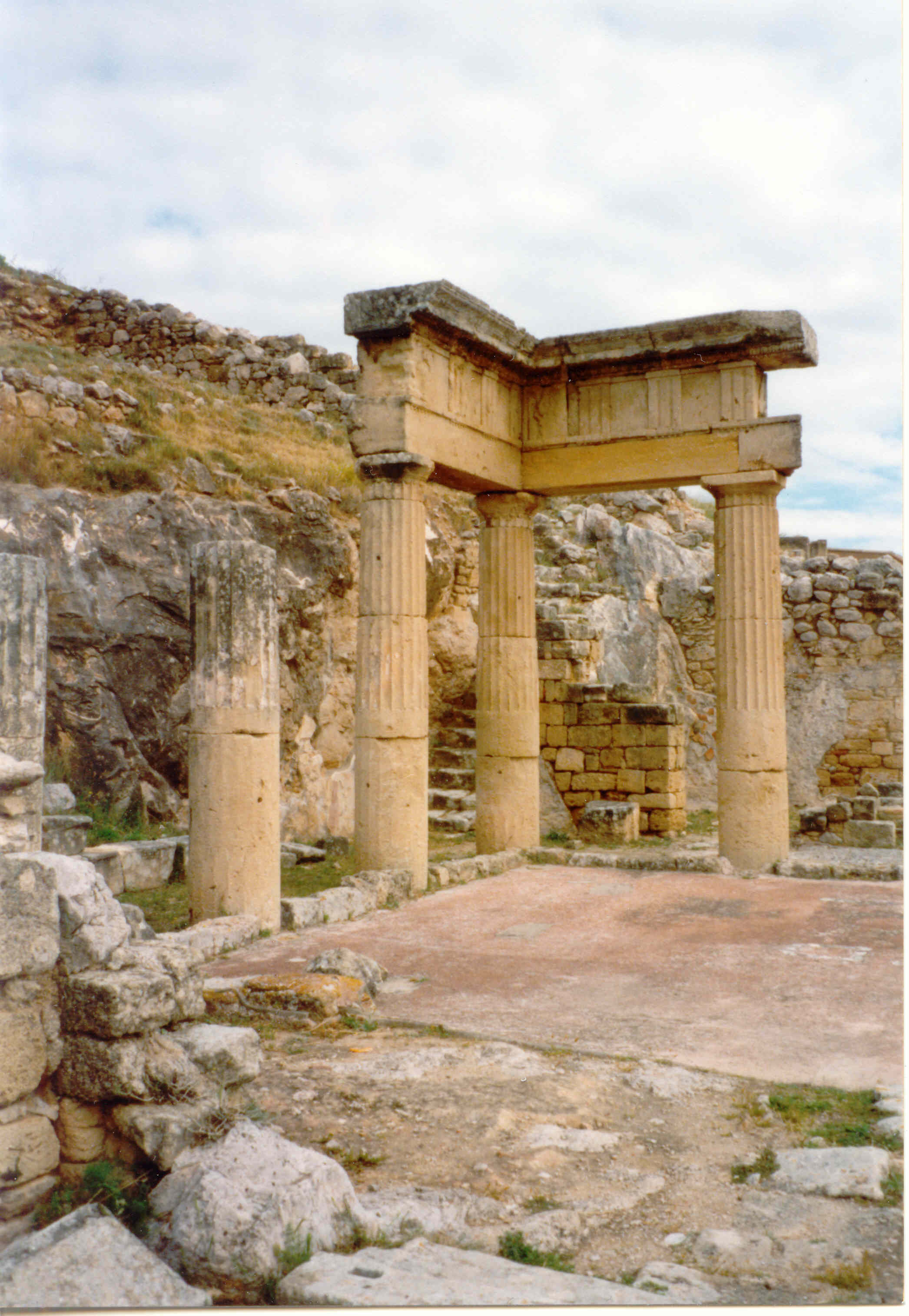
Peristyl im sogenannten Gymnasium (Ginnasio)

Das Gymnasium (italienisch Ginnasio) war kein öffentliches Gebäude, auch wenn der Name dies nahelegt (Insula V). Dort fand man bei den Ausgrabungen um 1865 eine griechische Inschrift mit einer Weihung für einen Gymnasiasten. Die Inschrift dürfte aber nicht aus dem Haus stammen. Bei dem Gymnasium handelt sich um ein großes Wohnhaus mit einem zweistöckigen Peristyl. Im 19. Jahrhundert wurden sechs Säulen des Peristyls wieder aufgerichtet und diverse Teile ergänzt.
Das Haus wurde wahrscheinlich schon im dritten vorchristlichen Jahrhundert errichtet. Es war bis zum Beginn des dritten nachchristlichen Jahrhunderts bewohnt. Es konnten mehrere Umbauphasen festgestellt werden. Das Haus steht an der Via dell’Agora, der Hauptstraße der Stadt, und hatte damit eine bevorzugte Lage. Zur Straßenseite hin gab es vier Läden mit jeweils zwei Räumen, die wahrscheinlich untervermietet waren.
Das Ginnasio liegt an einem steilen Abhang; dementsprechend ist das Hauptgeschoss mit dem Peristyl und diversen kleineren Räumen auch das erste Geschoss. Es hatte auch einen Eingang über eine Nebengasse. Ein zweites Geschoss ist erhalten. Es befindet sich am oberen Teil des Abhanges und kann über eine Treppe vom Peristyl aus erreicht werden. Diesem Haus ist eine eigene Monographie gewidmet, die vor allem die Architektur des Hauses untersucht.

#### Haus der Leda

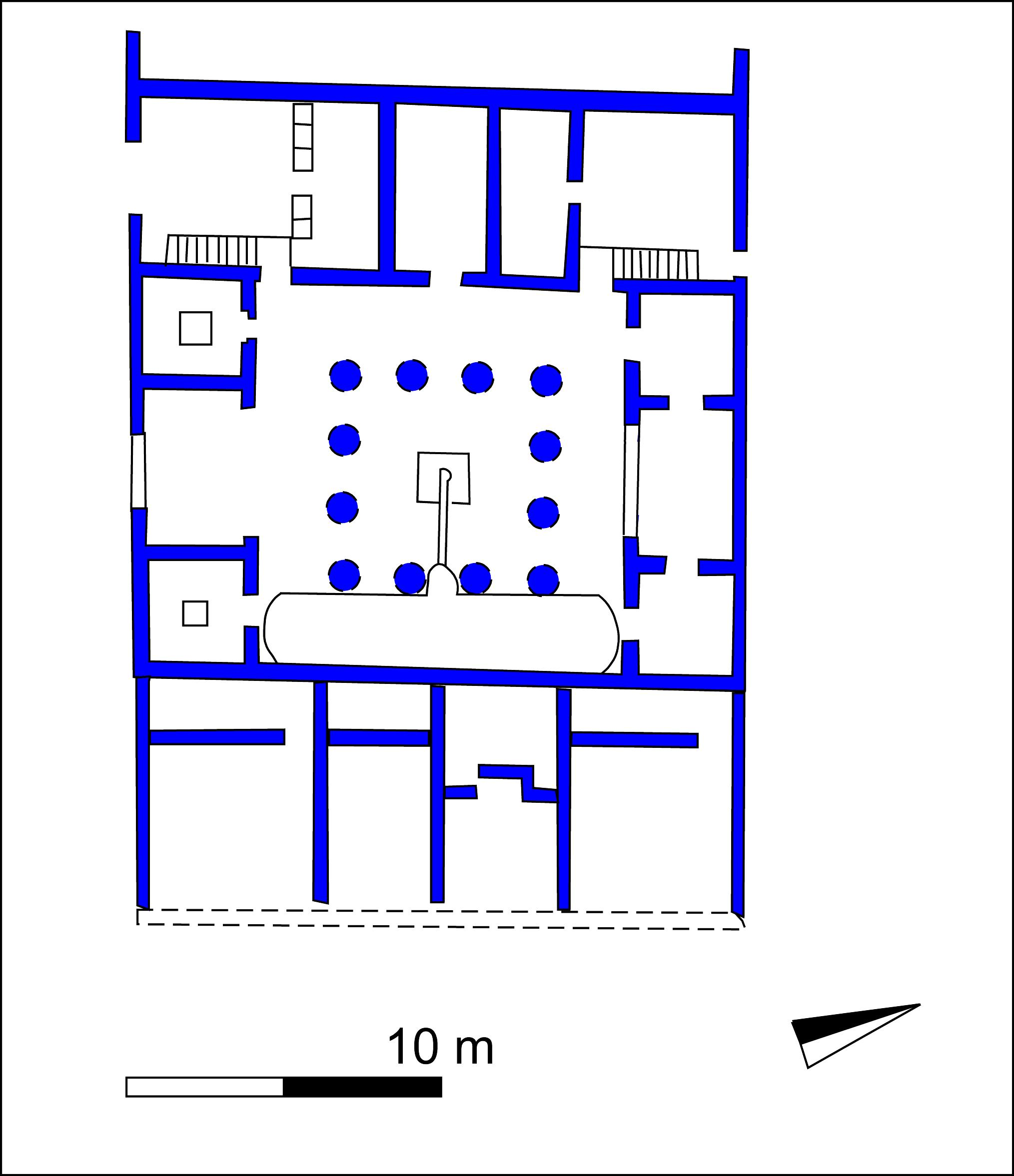
Grundriss

Der Name der Casa di Leda (Haus der Leda; Insula VII) leitet sich von Wandmalereien ab, auf denen Leda dargestellt ist. Das Haus, das ebenfalls direkt an der Via dell’Agora liegt, wurde 1963 von Vincenzo Tusa ausgegraben. Der Bau ist etwa 26,70 × 19,50 Meter groß und hat eine Grundfläche von ungefähr 520 m². An der Straßenseite befanden sich wiederum vier Läden, deren Fassade vollkommen verloren ist. Die beiden äußeren Läden waren breiter als die beiden mittleren. Alle hatten wahrscheinlich ein Obergeschoss. Reste von Treppen sowie diverse Einbauten wie Bänke sind erhalten.
Der Eingang zum Haus liegt im Süden an der Via Ippoamo da Mileto, einer Seitenstraße. Das Zentrum der Casa di Leda war das einst zweigeschossige Peristyl mit vier mal vier ionischen Säulen, von denen nur eine zum Teil erhalten ist. Dieser Teil des Hauses liegt 5,65 Meter über dem Niveau der Läden. An der Ostseite des Peristyls befindet sich auf ganzer Länge des Hofes eine Zisterne. In der Mitte steht ein mit einem geometrischen Mosaik dekoriertes Becken, in dem Regenwasser gesammelt und von dort in die Zisterne geleitet wurde. Das ganze Peristyl ist mit einem einfachen Mosaik dekoriert.
Im Zentrum an der Westseite liegt das Triclinium mit relativ gut erhaltenen und hoch anstehenden Wandmalereien an den Wänden. Die Datierung dieser Wandmalereien ist umstritten. Sie wurden zunächst zum Ende des ersten Jahrhunderts n. Chr. datiert und gehörten demnach dem Vierten Stil an. Die neuere Forschung bevorzugt eine Einordnung ins erste Jahrhundert v. Chr. und eine Zuordnung zum Zweiten Stil. Die Wandmalereien bestehen aus Feldern mit einzelnen Figuren im Zentrum, darunter die Darstellung der Leda mit dem Schwan. Die Wandmalerei ersetzte eine originale Dekoration im Ersten Stil. Auch in anderen Räumen sind Wandmalereien erhalten. Die Böden waren zum Teil mit geometrischen Mosaiken ausgestattet. In einem Raum südlich des Peristyls befand sich ein Mosaik mit der bisher ältesten Darstellung eines Astrolabiums und einer technischen Besonderheit. Die einzelnen Linien der Zeichnung sind durch Bleistreifen getrennt. Der Ausgräber des Hauses vermutet, dass es sich um eine Arbeit aus Alexandria handelt. Im Haus wurden drei Statuen gefunden. Es ist das einzige Haus der Stadt, für das eine Statuenausstattung mit Sicherheit belegt werden kann. In einem größeren Raum, der von einer Nebenstraße, der Via Ippodamo da Mileto, begehbar war, weisen steinerne Futtertröge darauf hin, dass der Raum als Stall benutzt wurde.

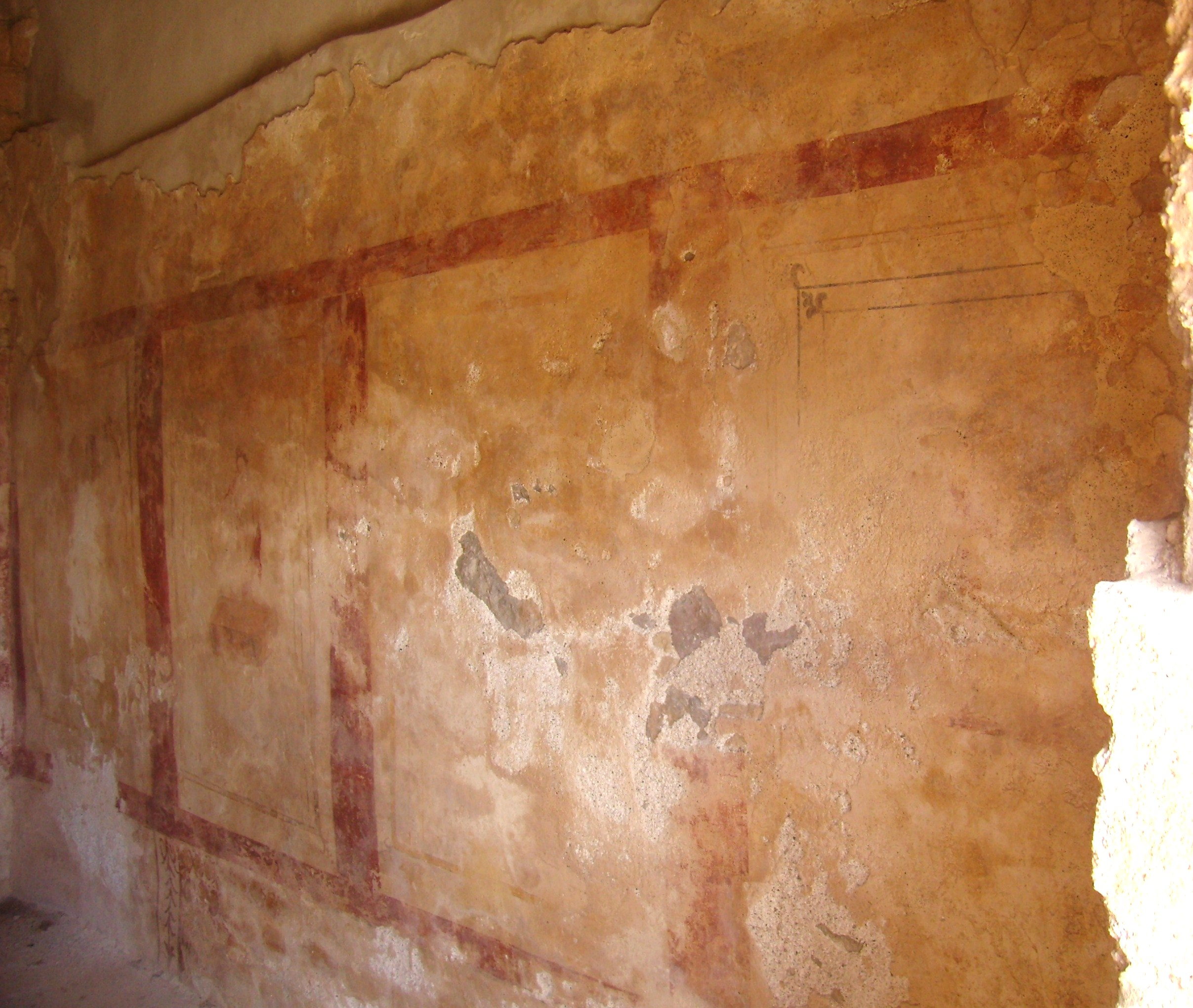
Wandmalereien
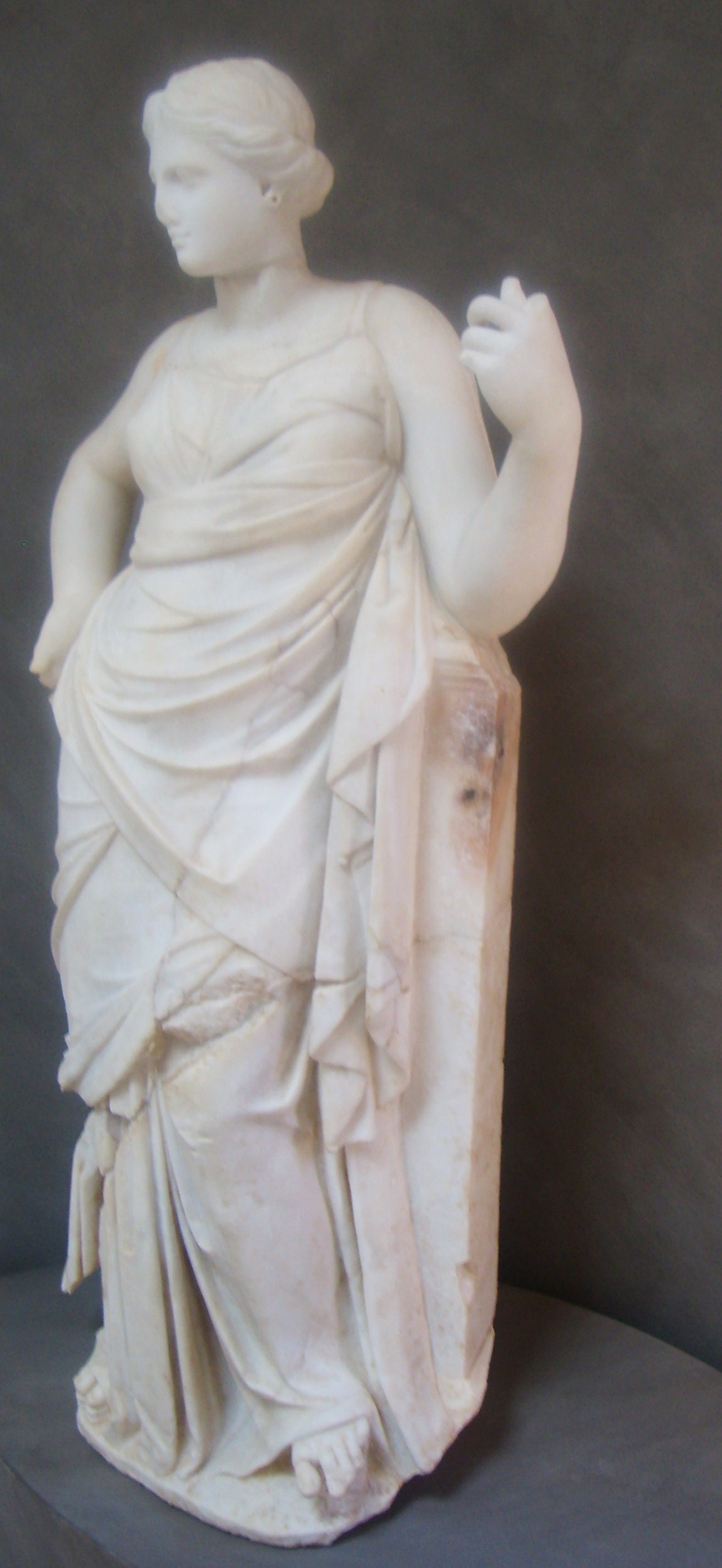
Statue einer Muse aus der Casa di Leda
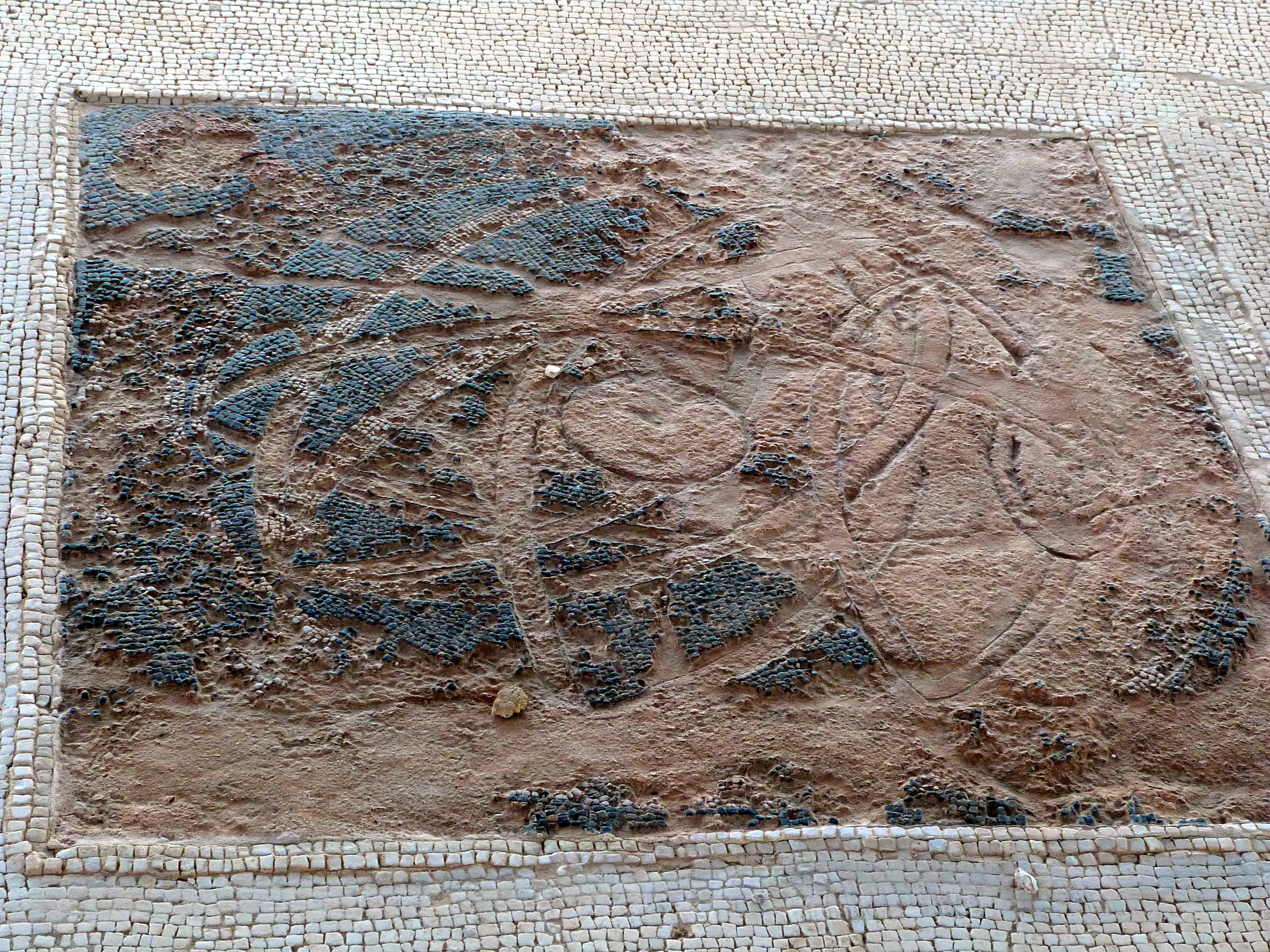
Astrolabium-Mosaik aus der Casa di Leda
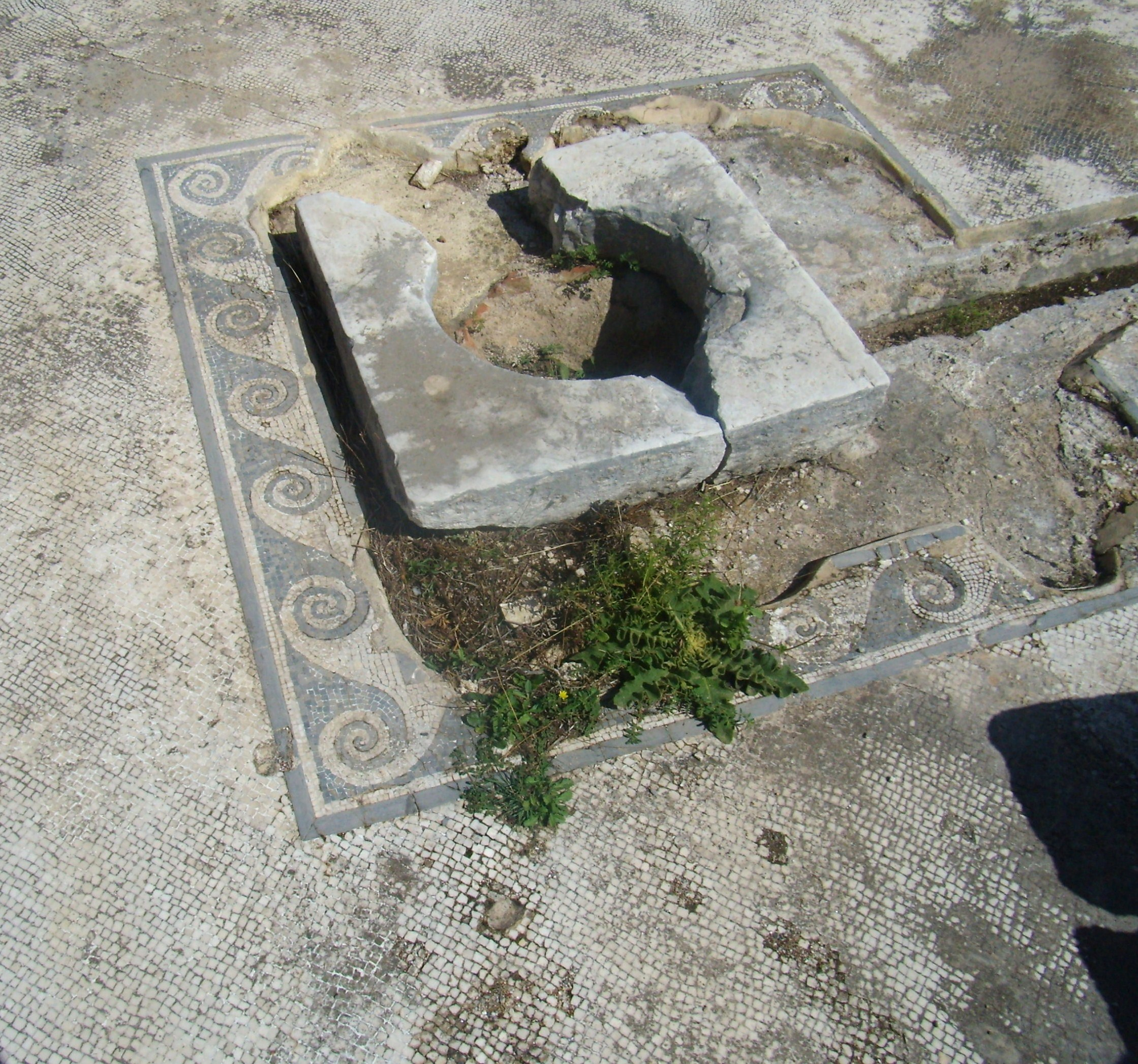
Mosaik und Wassersammelbecken in der Mitte des Peristyls
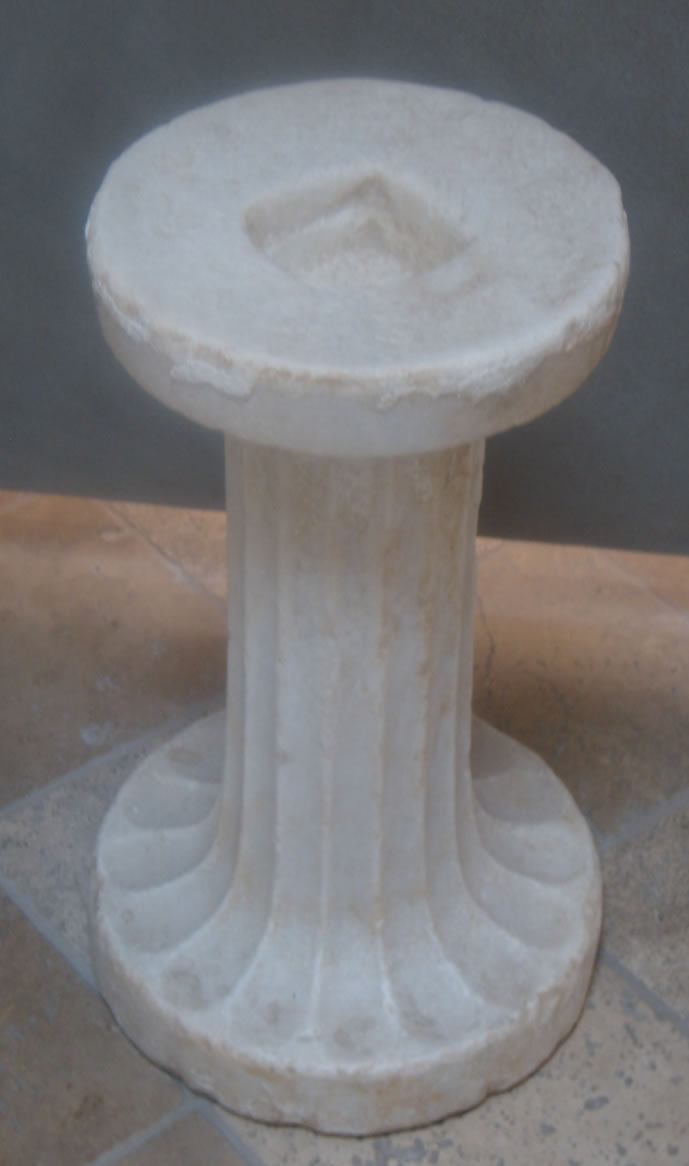
Fuß eines Beckens

#### Haus der Masken

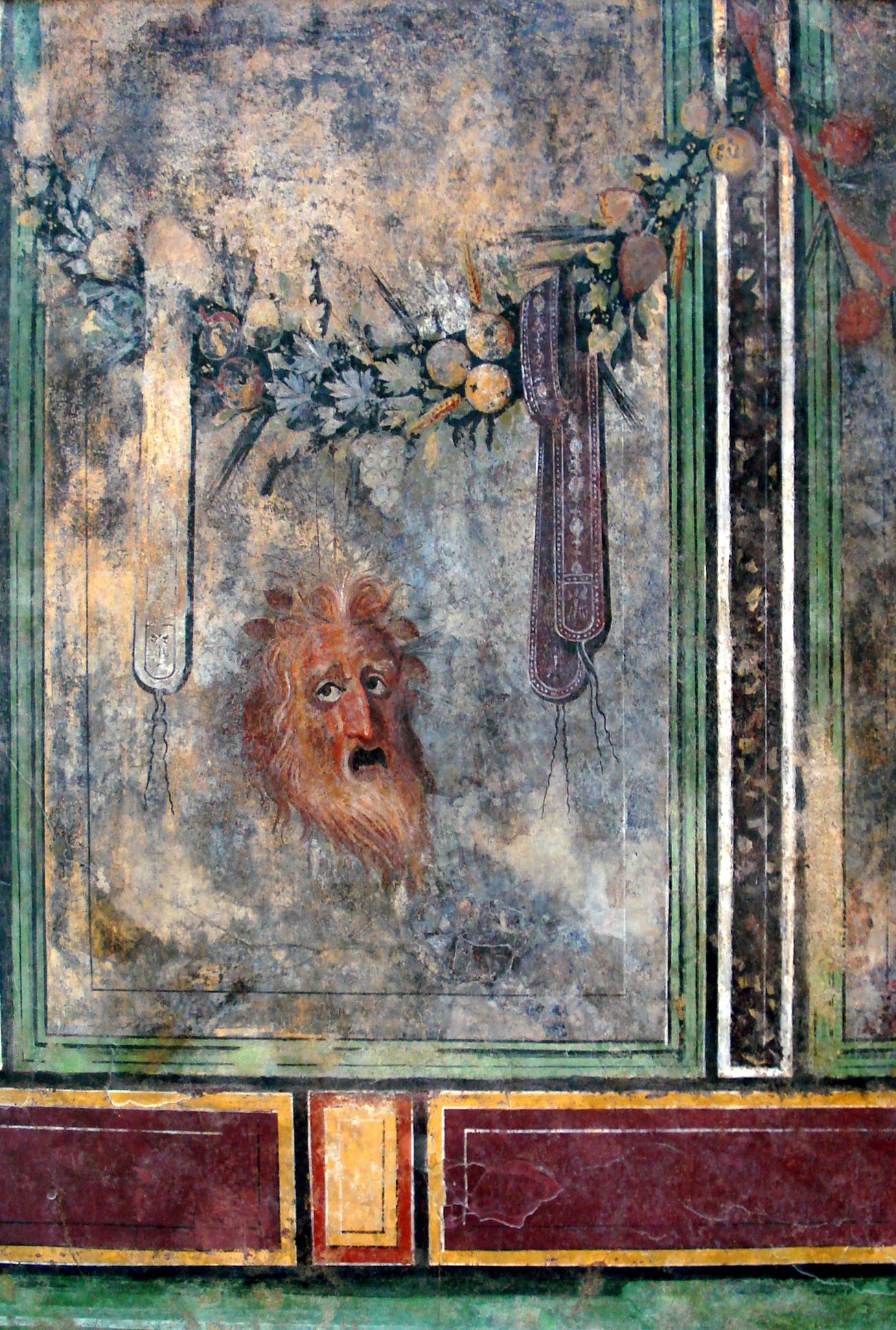
Wandmalerei aus der Casa delle Maschere

Das Haus der Masken (Casa delle Maschere, Insula XI) wurde 1868–1869 teilweise freigelegt. Es steht an der höchsten Stelle der Stadt. Zentrum war das Atrium. Daran schloss sich nach Osten ein Peristyl an. An der Ostseite des Hauses befand sich eine Art Veranda mit Blick über die Stadt zum Meer. In einem Raum des Hauses befanden sich gut erhaltene Wandmalereien im sogenannten Zweiten Stil des ersten vorchristlichen Jahrhunderts. Diese Malereien des auch Architekturstil genannten Dekorationssystems zeigen gemalte Wandverkleidungen aus Steinplatten. Darüber befinden sich gemalte Girlanden, von denen Theatermasken herabhängen. Die Malereien befinden sich heute im Museo Archeologico Regionale Antonino Salinas.

#### Haus des Harpokrates
Die Casa di Arpocate (Haus des Harpokrates, Insula VI) erhielt den Namen von einer dort gefundenen Bronzestatue des ägyptischen Gottes Harpokrates. Der Bau ist etwa 20,30/60 × 17,50/21,80 Meter groß und bedeckt damit eine Fläche von etwa 404 m². Er wurde um 1970 von Vincenzo Tusa freigelegt. Auch dieses Haus wurde mit verschiedenen Ebenen, bedingt durch die Lage am Hang des Berges, errichtet. Der Haupteingang lag im Norden und konnte von der Seitenstraße Via Ippodamo da Mileto aus betreten werden. Vom Eingang gelangte man in ein Vestibül und von dort in einen Peristylhof mit vier dorischen Säulen im Untergeschoss und vier weiteren in einem zweiten rekonstruierbaren Geschoss. Das Peristyl ist mit 7,30 × 10,10 m im Vergleich zu denen in anderen Häusern der Stadt recht klein. Der Hof war einst zweistöckig. Gegenüber dem Eingang liegt die Exedra, der Hauptraum des Hauses, der mit einem geometrischen Mosaik dekoriert ist. Das Mosaik zeigt einen Kreis mit einem Mäander als Rahmung. Die Wände weisen Reste von Wandmalereien auf. In einem Raum westlich des Peristyls befindet sich eine Zisterne. An der Ostseite des Peristyls ist eine Treppe zum zweiten Stockwerk erhalten.

#### Haus der Girlanden

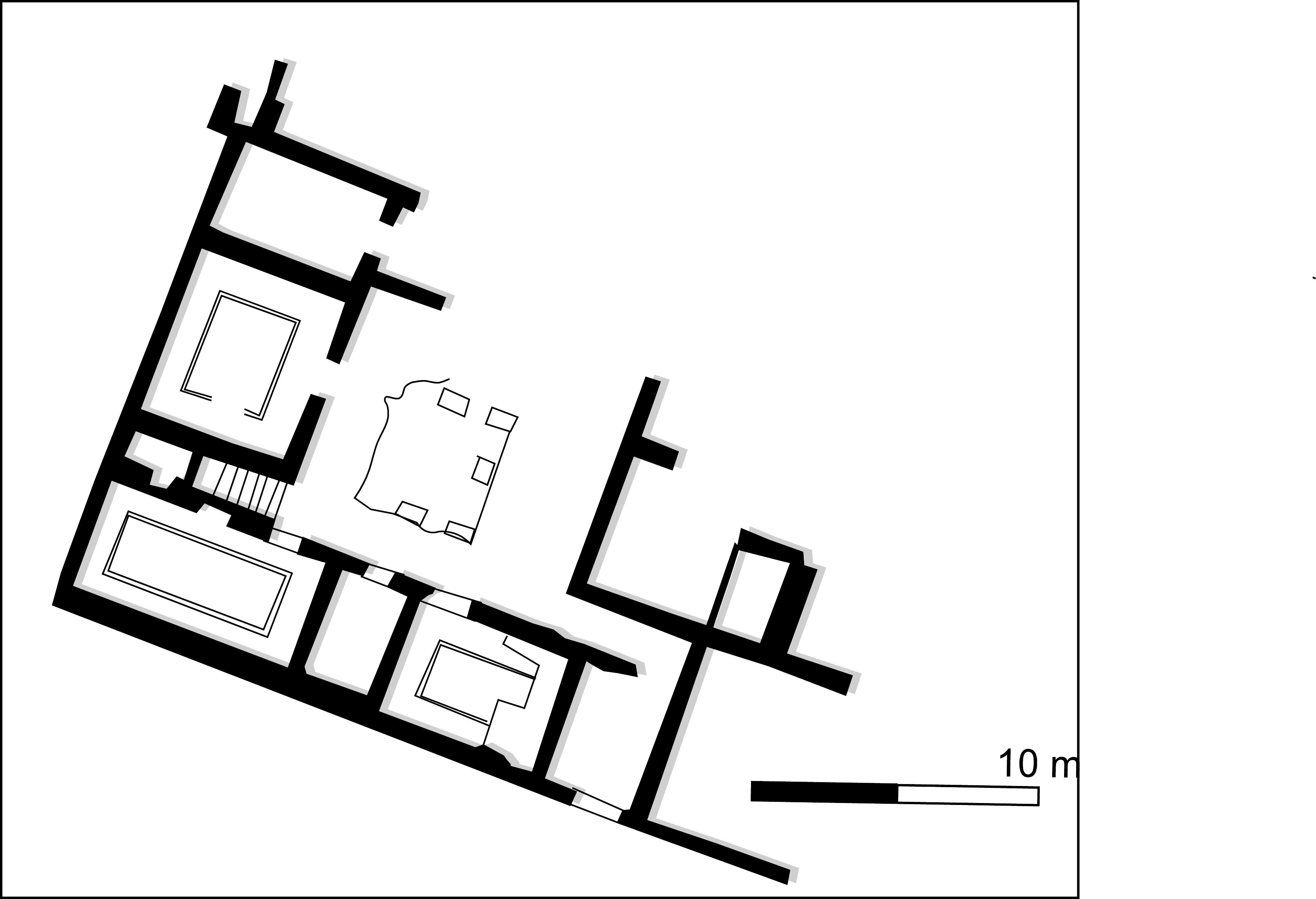
Casa delle Ghirlande, plan

Die Casa delle Ghirlande (Insula X) steht ganz im Norden der Stadt, nördlich von der Agora und damit jenseits der meisten anderen ausgegrabenen Bauten. Es hat einen Peristylhof, von dem aus weitere Räume erschlossen wurden. Teile des Baues sind verloren und der Erosion zum Opfer gefallen. Das Haus hatte bei der Auffindung in einem Raum noch gut erhaltene Wandmalereien im späten (augusteischen) Zweiten Stil mit einer Reihe von Kandelabern mit Girlanden auf hellen Hintergründen. In einem weiteren Raum befanden sich Reste von weiteren Malereien im Zweiten Stil. In diesem Fall ist eine Marmorverkleidung auf die Wand gemalt. Auch diese Malereien sind stark verblasst. Einige Fußböden sind mit einfachen Schwarz-Weiß-Mosaiken ausgestattet. In dem Haus befand sich auch ein kleiner dekorierter Altar mit dem Symbol der punischen Göttin Tanit. Er belegt wiederum die Mischung punischer und römischer Kultur innerhalb eines Hauses.

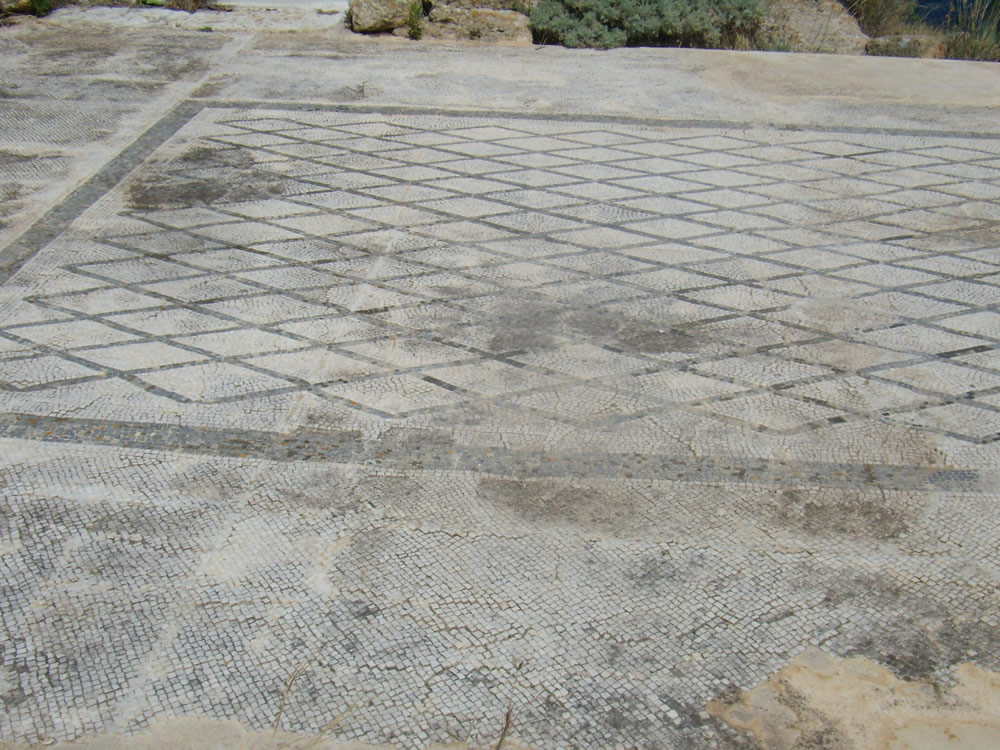
Casa delle Ghirlande, Mosaik
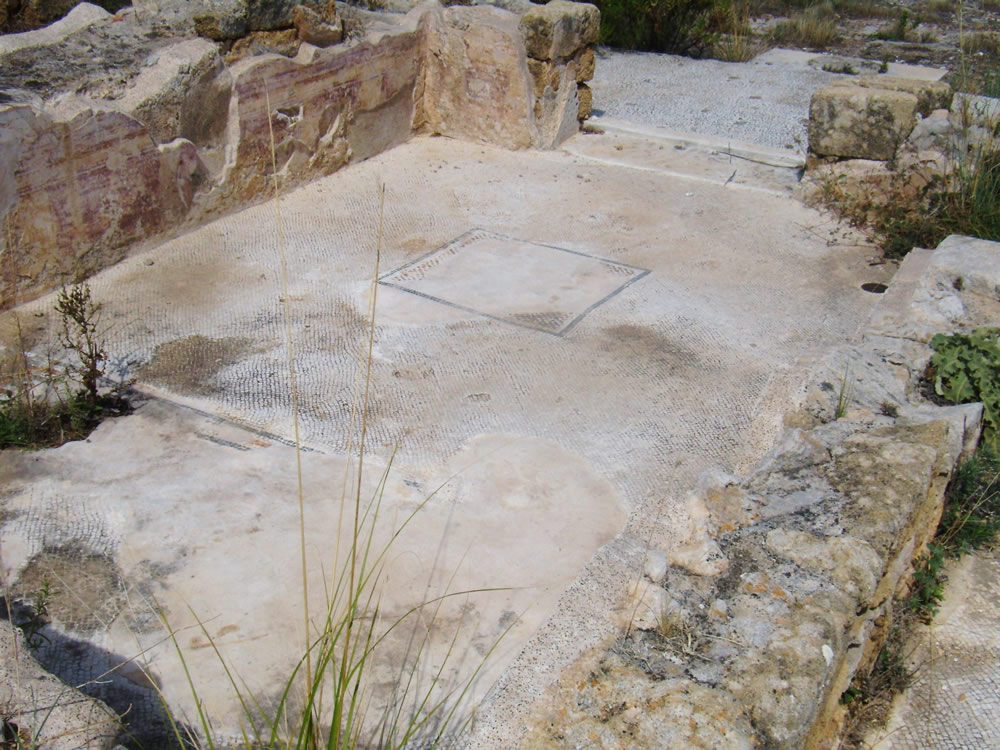
Casa delle Ghirlande, Mosaik
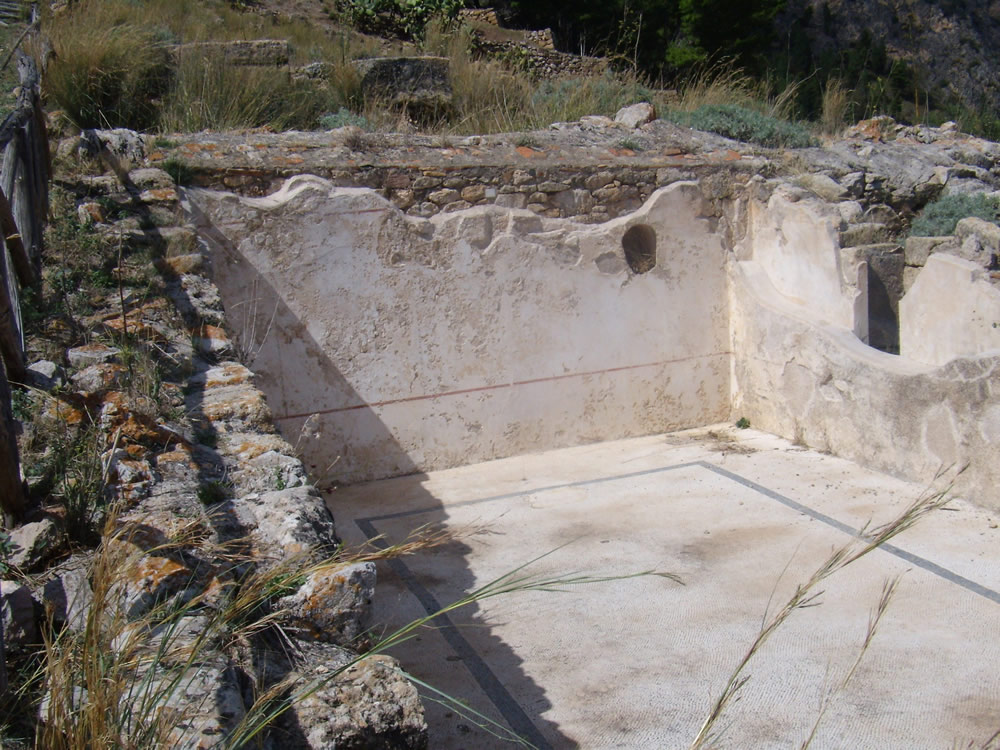
Casa delle Ghirlande, Raum mit Mosaik und Resten von Wandmalereien
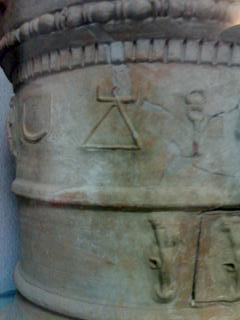
Tanit-Symbol auf Altar

#### Hofhaus
Die Casa a Cortile (Insula VII) ist ein vergleichsweise kleines Haus und folgt einem etwas anderen Plan als die großen Peristylhäuser. Dieser Wohnbau misst etwa 12/14 × 19,50 Meter Grundfläche und nimmt etwa 250 m² ein. Der Eingang liegt im Süden, an der Seitenstraße Via Ippodamo da Mileto. Von dort gelangt man in einen großen Eingangsraum. Links davon befindet sich ein Stall, dessen steinerne Futtertröge noch erhalten sind. Nördlich des Eingangsraums liegt ein kleiner Hof mit einer einzigen dorischen Säule in der Mitte. Um diesen Hof befinden sich weitere Räume. Auch dieses Haus war einst sicherlich zweigeschossig, was vor allem die erhaltenen Säulenreste zeigen. Trotz des geringen Platzes im Haus wollte man auf eine Säule und wohl das damit einhergehende Prestige nicht verzichten.

#### Sonstiges
Wenige Gebäude können als rein gewerblich bezeichnet werden. Wohnen und Handwerk fanden sicherlich überall in der Stadt und in denselben Vierteln statt. Vor allem im Nordwesten befanden sich viele eher kleinere Wohnbauten, in denen vielleicht Handwerker lebten. Der Ausgräber Tusa bezeichnete die Gegend als „Handwerksviertel“. In verschiedenen Häusern wurden Teile von steinernen Getreidemühlen gefunden. In der Insula 13 an der höchsten Stelle der Stadt stehen die Reste eines Baues mit einem offenen Hof. Westlich dieses Hofea befinden sich vier Räume. Einer davon hatte einen Ofen.

### Die Nekropolen

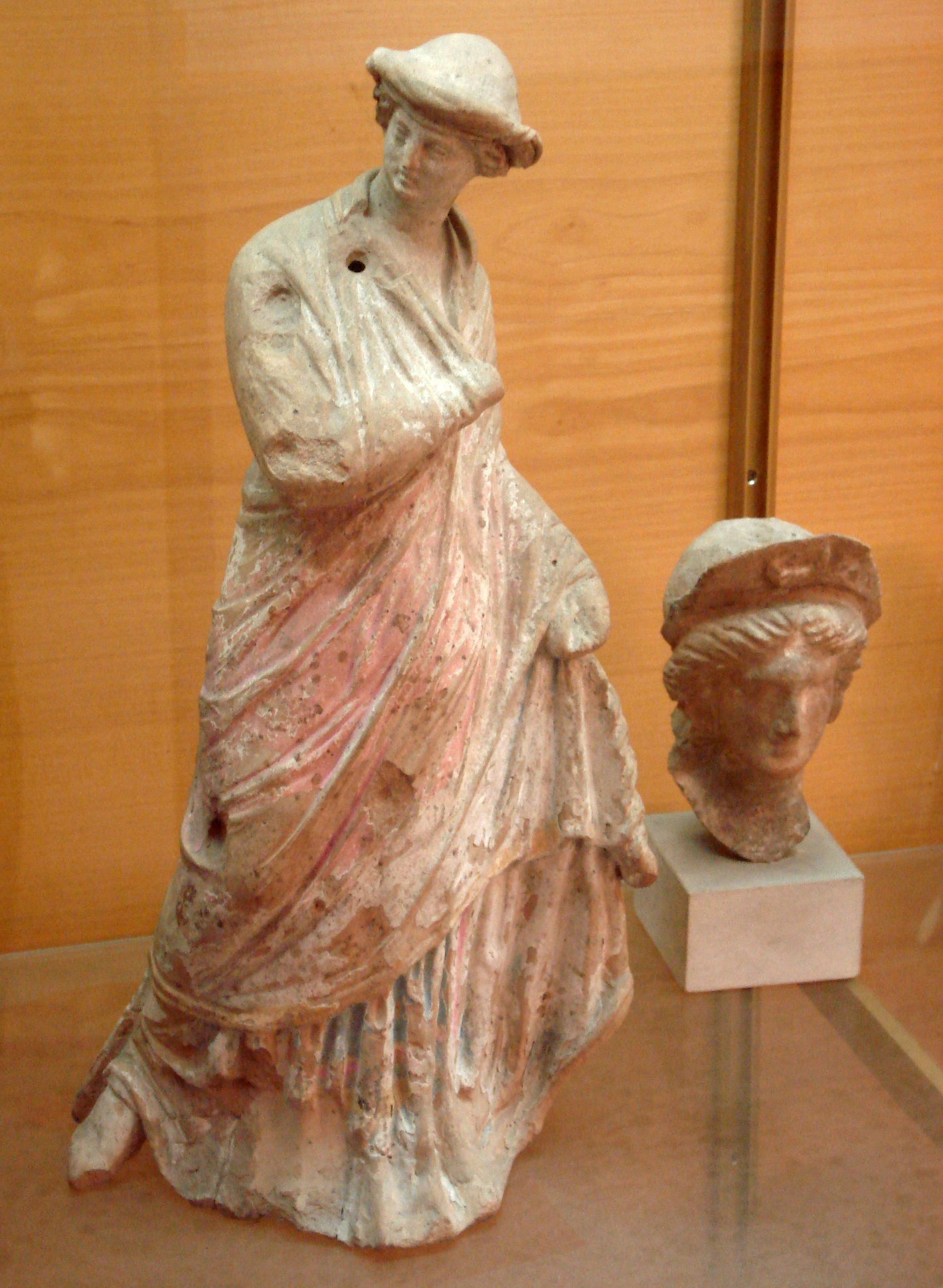
Hellenistische Terrakottafigur aus einem Grab von Solunt

Nekropolen wurden bei Ausgrabungen am Fuß des Monte Catalfani, ganz in der Nähe der heutigen Bahnstation von Santa Flavia gefunden. Die Grabanlagen mit Körperbestattungen sind typisch punisch, in den Fels gehauene Grabkammern mit einer Treppe. Lang-rechteckige Nischen in den Wänden, aber auch im Fußboden waren für die Leichen bestimmt. Die Gräber datieren zum Teil ins vierte und dritte vorchristliche Jahrhundert. Tanagra-Figuren waren häufige Beigaben.

## Die Ruinen heute
Bis 2009 mussten Besucher mit einer Besichtigung des Antiquariums vorliebnehmen. Dort sind verschiedene Siedlungen und Relikte dargestellt; es gibt eine Beschreibung der Architektur und Informationen zur Lebensweise der Stadtbewohner, wie z. B. Bestattung, Herstellung von Keramik und Fischerei. Seit 2009 ist die Grabungsstätte für Besucher geöffnet. 2014 hatte der Archäologische Park von Solunt (Parco Archeologico di Solunto) etwa 10.000 Besucher. Die nächstgelegene Bahnstation, Santa Flavia-Solunto-Porticello, an der Bahnlinie Palermo-Termini Imerese ist etwa 2 km vom Park entfernt. Die Erhaltung der Ruinen ist eine große konservatorische Herausforderung. Viele der Malereien, die in der Mitte des 20. Jahrhunderts gefunden wurden, sind heute verblasst. Die Malereien des Zweiten Stils, die im 19. Jahrhundert entdeckt wurden, sind dagegen viel besser erhalten, da sie zunächst durch das Grabungshaus geschützt, dann von der Wand genommen und in ein Museum gebracht wurden. Auch die Erhaltung des Steins bereitet Schwierigkeiten, da der örtliche Baustein sehr bröselig ist.